# North York Moors
Die North York Moors sind eine Hochebene in North Yorkshire im Nordosten Englands. Das 1436 km² große, südöstlich von Middlesbrough direkt an der Nordsee gelegene Gebiet erhebt sich etwa 300 bis maximal 428 m über die nahezu auf Meeresniveau liegende Umgebung. Geprägt werden die Moors von den Dales genannten Flusstälern, von denen die meisten südlich des Hauptkammes in südlicher Richtung zum River Derwent abfallen. Ausnahme ist Eskdale, das nördlich des Hauptkammes im Wesentlichen von West nach Ost verläuft.
Sandstein- und Kalksteinformationen widerstanden den letzten Kaltzeiten. Die Lage direkt an der Nordsee sorgt für ein vergleichsweise harsches Klima. Fauna und Flora entsprechen dem, was sich sonst in Großbritannien nur in größeren Höhenlagen findet. Die Hochebene prägen weite Heidelandschaften, die an den Hängen in weite Farnflächen übergehen. Feldbau und menschliche Besiedlung beschränken sich weitgehend auf die Dales und die südlichen Randgebiete mit fruchtbaren Kalksteinböden.
Die eigentliche Hochebene ist seit Jahrhunderten von der Schafzucht geprägt. Sie unterliegt mittlerweile einer Landschaftspflege, die möglichst optimale Lebensbedingungen für das jagdbare Schottische Moorschneehuhn gewährleisten soll. Seit 1952 sind die Moors als North York Moors National Park geschützt. Zu ihrer Beliebtheit als Ferienziel tragen auch die bis zu 200 m hohen Kliffs an der Küste sowie einige bekannte Fernwanderwege bei, die das Gebiet durchqueren.

## Lage und Gliederung

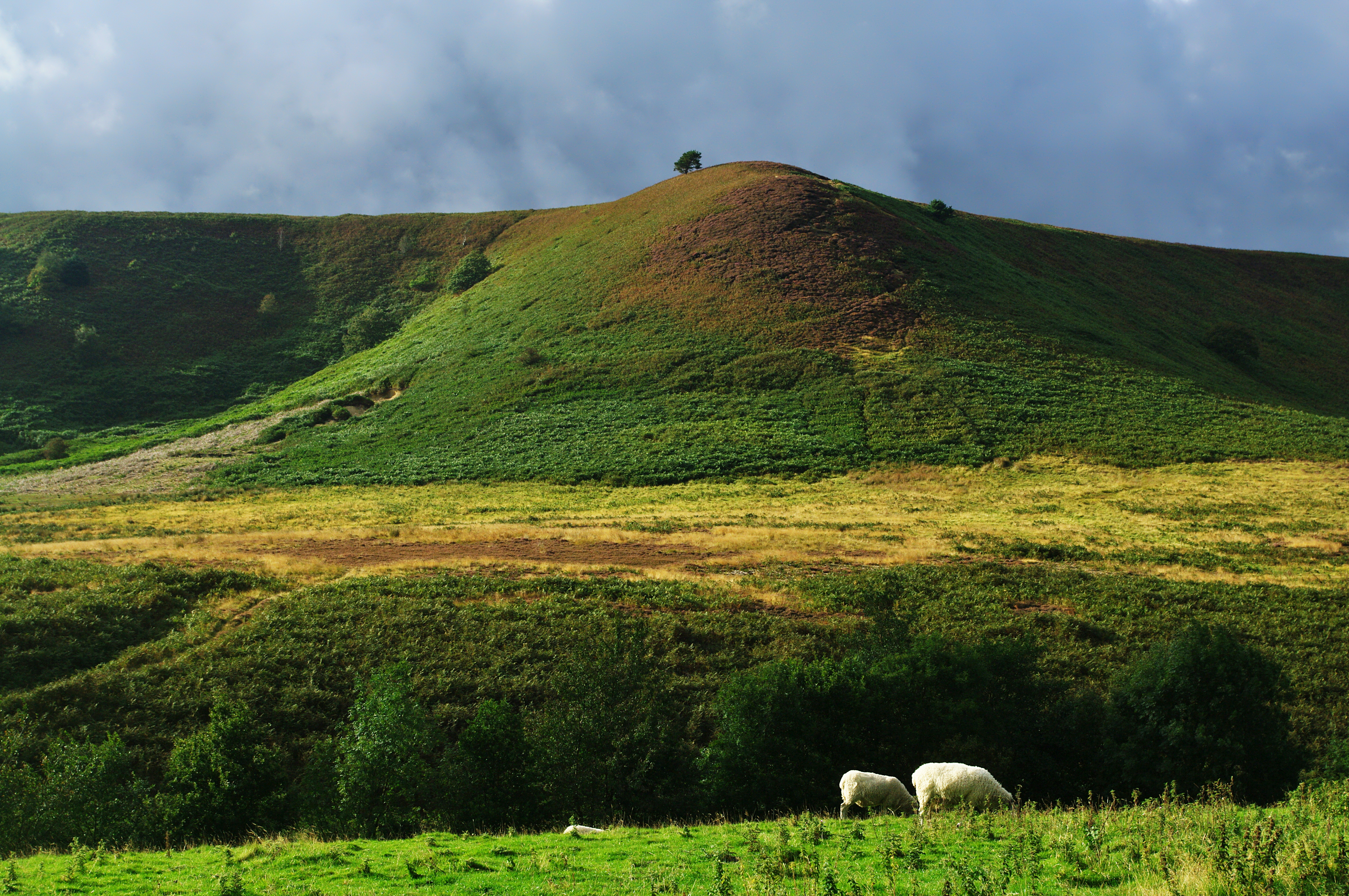
Heide-, Farn- und Weidelandschaft der North York Moors

Der Nationalpark nimmt ein 1436 km² großes geschlossenes Gebiet ein. Die östliche Grenze bildet die Nordsee; jedoch ist ein kleines Landgebiet um die Mündung des Flusses Esk bei Whitby aus dem Nationalpark ausgenommen. In den anderen Himmelsrichtungen sind die Moors von Ebenen begrenzt: Im Westen bildet das Vale of Mowbray die Grenze, im Süden das Vale of Pickering und im Norden das Cleveland Basin mit dem Tal des River Tees. Die Moors sind in Ost-West-Richtung etwa 60 Kilometer breit und dehnen sich in Nord-Süd-Richtung etwa 35 Kilometer aus.
Das Nationalparkgebiet gehört überwiegend zum County North Yorkshire und liegt dort im Gebiet der Distrikte Hambleton, Ryedale und Scarborough. Ein kleiner Teil im Norden gehört bereits zur selbstständigen Verwaltungseinheit Redcar and Cleveland, die nur noch bei zeremoniellen Anlässen zu North Yorkshire gezählt wird. Während der Park im Norden mit Teesside von einem Industrieareal mit in den letzten Jahrzehnten deutlichen Strukturproblemen umgeben ist, breitet sich im Süden mit der Universitätsstadt York und ihrem Umland eine vergleichsweise wohlhabende Dienstleistungsregion aus. In Richtung Westen erheben sich hinter dem Vale of Mowbray die von Hügeln und Bergen geprägten Nationalparks der Yorkshire Dales und des Lake District.
Etwa 35 % der Nationalparkfläche wird von seminatürlichen Heide-Moorlandschaften bedeckt. Die Moors beherbergen damit die größte Fläche an Heide-Moorland in England und Wales. Etwa 40 % ist Ackerland. Der Rest besteht vor allem aus Wald, von dem wiederum ein Großteil durch Koniferenwälder eingenommen wird, die erst in den letzten Jahrzehnten entstanden. Von der Heidelandschaft sind 44.000 Hektar als Site of Special Scientific Interest ausgezeichnet. Es handelt sich dabei um das größte Inlandsgebiet dieser Schutzform im Vereinigten Königreich. Der 26 Meilen lange Küstenstreifen an der Nordsee bildet den Hauptteil der North Yorkshire and Cleveland Heritage Coast. Ihn prägen Kliffs und gelegentlich Sandstrände. Im Südwesten grenzt der Park direkt an die Area of Outstanding Natural Beauty der Howardian Hills.

## Klima und Geologie

### Klima
Von den Hügelregionen der britischen Insel handelt es sich bei den North York Moors um die trockenste, was vor allem seiner östlichen Lage geschuldet ist. Die Regenmenge beträgt zwischen 760 und 1015 mm/Jahr, wobei in den Höhenlagen mehr Regen fällt. Die durchschnittliche Sommertemperatur liegt bei 15 °C in den tiefen Lagen und 12,7 in den Höhen, die Wintertemperatur bei 2,7 beziehungsweise 1,7 °C. Abhängig von den lokalen Windverhältnissen gibt es große Unterschiede. Frost tritt, je nach Höhenlage, im Schnitt an 50 bis 75 Tagen im Jahr auf. Nördliche Winde beeinflussen den Schneefall, so dass die 20 Schneetage in den Niederungen und die 40 Schneetage auf den Hügeln in etwa dem Niveau der wesentlichen höher gelegenen Pennines entsprechen. Der letzte Schnee kann, wie in den Pennines auch, noch im Mai vorkommen.

### Geologie

#### Jurassische Sandsteinformationen

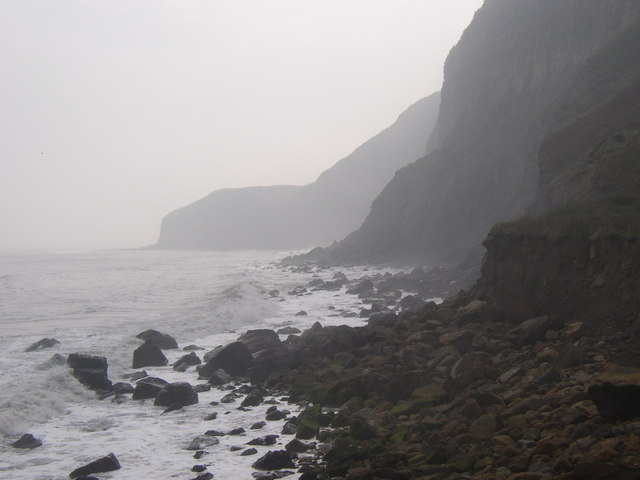
Nach dem Küstenort Ravenscar und seinen Kliffs ist die bedeutendste Sandsteinformation der North York Moors benannt.

Geologisch wird der Park von drei Formationen aus dem Jura geprägt. Es handelt sich damit um die geologisch jüngsten Hochlandplateaus Großbritanniens. Die ältesten Schichten stammen aus der Zeit des Unterjuras (Lias) und bestehen aus Meeresablagerungen in Form von Schluff- und Tonsteinen. Diese Schichten sind vor allem in eingeschnittenen Tälern wie im Flussbett des Esks, in Rosedale oder an den Kliffs der Nordseeküste aufgeschlossen. Darüber findet sich die sogenannte „Ravenscar-Gruppe“. Durch diese Ablagerungen verflachte sich das ursprüngliche Meeresbecken und es bildete sich ein gewaltiges Flussdelta in den heutigen Moors. Der dabei gebildete jurassische Sandstein, dessen Sedimentstrukturen typisch für Delta-Ablagerungen sind, ist die dominante Gesteinsart der Moors. Die drei Gesteinsarten ergeben wenig fruchtbare Böden. Allerdings finden sich in ihnen Ablagerungen von Eisenerz, Alaune und Gagat, die vom Mittelalter bis ins 20. Jahrhundert abgebaut wurden. Seit einigen Jahren befindet sich eine Kaliumcarbonat-Mine bei Boulby, in der das Salz aus einer Tiefe von 1200 bis 1500 Metern gefördert wird.
Das Landschaftsbild der Moors unterscheidet sich markant von dem naheliegender Gebirge wie den Yorkshire Dales oder den Pennines. Den zentralen Teil bildet ein Hochplateau auf etwa 360 Meter Höhe und höher, in dem sich vergleichsweise breite Täler mit steilen Hängen, die Dales, eingeschnitten haben. Am höchsten erhebt sich der aus jurassischem Sandstein bestehende Round Hill auf Urra Moor mit 454 Metern. Das ganze Gebiet durchzieht ein Sattel, der in Ost-West-Richtung verläuft und etwa bei Robin Hood’s Bay deutlich sichtbar die Küste erreicht. Dieser Sattel bildet die Wasserscheide zwischen den Zuflüssen des Esk im Norden und den Zuflüssen des Derwent im Süden. In den Sandsteingebieten im Westen und Norden prägen Steilhänge mit ca. 300 m Höhendifferenz die Grenze zwischen Dales und Hochebene. Ebenso fällt das höchste Meereskliff Großbritanniens mit 203 Metern Höhe bei Boulby im äußersten Nordosten der Moors zur Nordsee ab. Die Grenze zu den benachbarten Ebenen kennzeichnen im Norden und Westen steile Höhenzüge. Mit dem Roseberry Topping findet sich hier eine konische, einzeln stehende Sandsteinformation. Die höchsten Hügel im Westen sind die Cleveland Hills mit etwas über 400 Meter, die im Südwesten in die Kalksteinformation der Hambleton Hills mit 300 bis 400 m Höhe übergehen.

#### Kalkstein im Süden

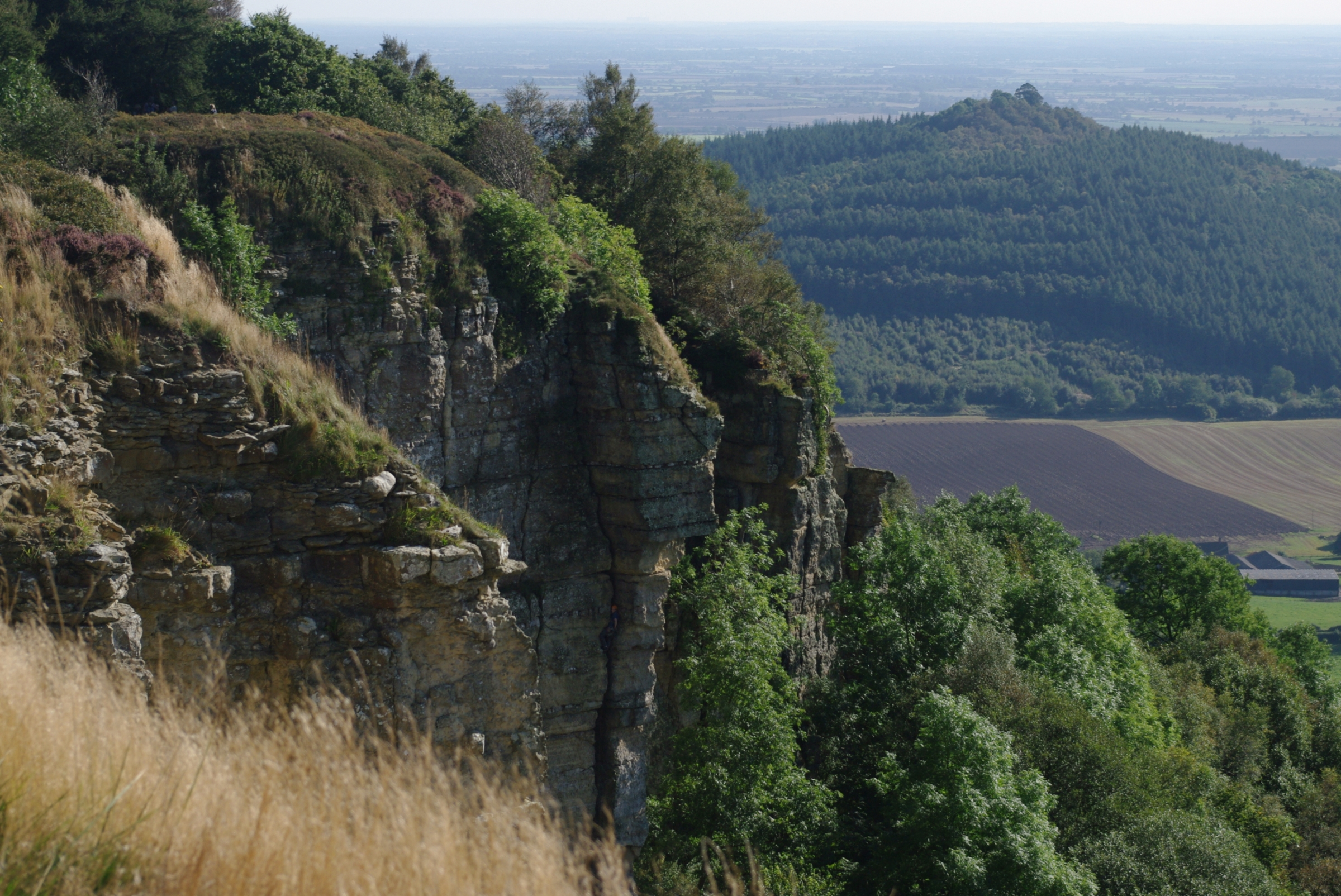
Blick von Sutton Bank auf die Kalkstein-Steilkante und das südlich angrenzende Vale of York.

Während späterer Phasen lagen die heutigen Moors wieder deutlich unter dem Meeresgrund; Korallenriffe und ihre Sedimente bildeten die Basis für heute vorhandene Kalksteinsegmente der Moors. Diese Kalksteinhügel sind die Hambleton Hills im äußersten Südwesten oder die Tabular Hills, die im Süden die Grenze zum Vale of Pickering bilden. Während die Hambleton Hills sich durch steile Abhänge vom Vale of York abgrenzen, ist das Gefälle an den Tabular Hills deutlich geringer, die Landschaft hat hier ein sanft schwingendes Aussehen. In den Kalksteingebieten sorgt das organische Ursprungsmaterial für einen deutlich fruchtbareren Boden als im Rest der Moors. Landwirtschaft und Ansiedlungen der Menschen konzentrierten sich stets in diesen fruchtbaren Randbereichen der Moors.

#### Flüsse und Dales

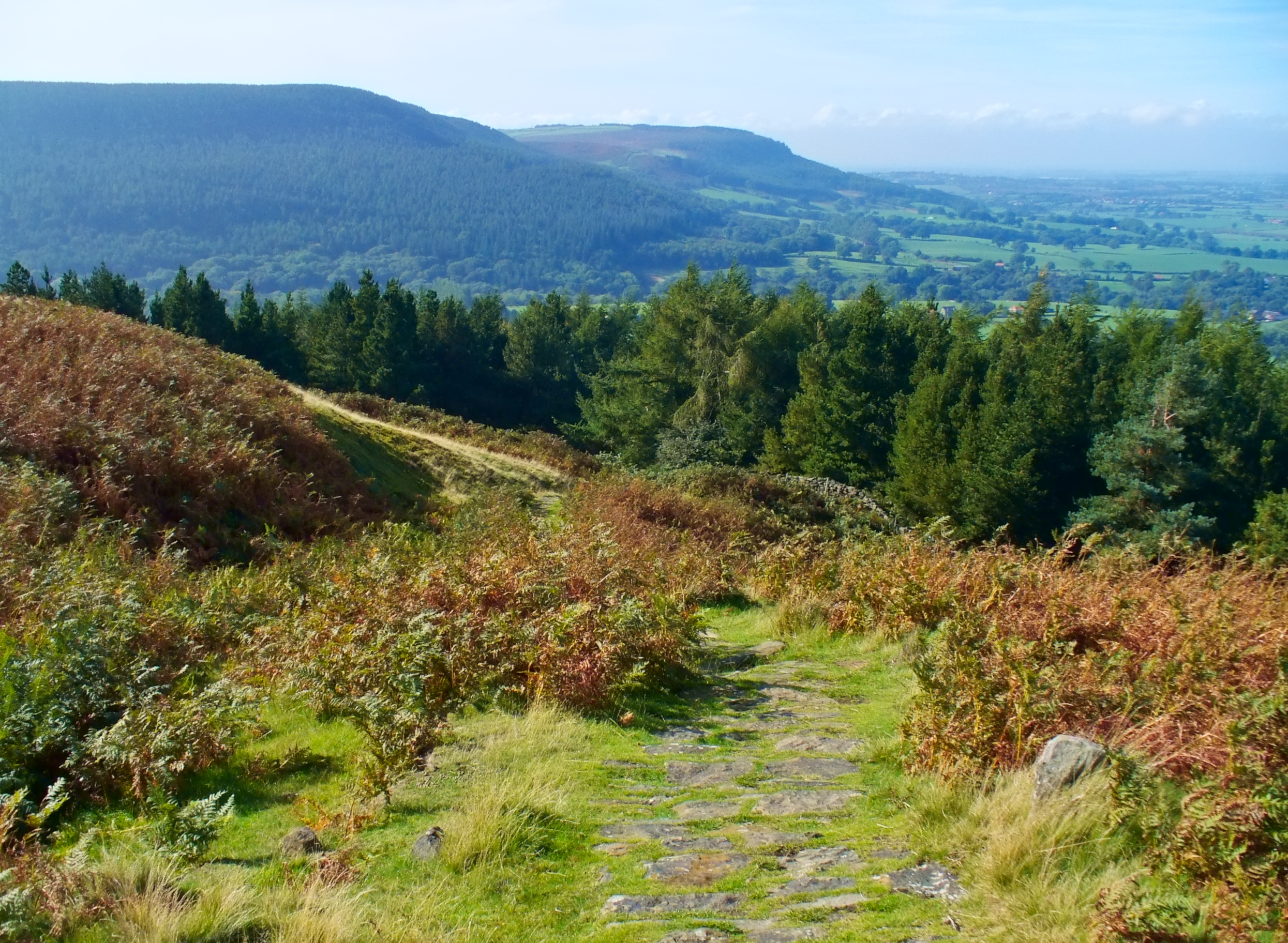
Blick in Scugdale vom Cleveland Way aus.

Zwei Flusssysteme entwässern die Moors, die eine Wasserscheide am Ost-West-Sattel trennt. Im Norden fließt der Esk vom Westerdale aus nach Osten und endet nach 40 Kilometern bei Whitby in der Nordsee. An seinen Ufern liegt fruchtbares Ackerland. Wichtigster Fluss im Süden der Moors ist der Derwent, der vom Fylingdales Moor aus erst nach Osten und kurz vor der Küste wieder nach Westen in die Ouse fließt, um schließlich im Humber in die Nordsee zu münden.
Die Dales verlaufen entlang der Flussläufe in Nord-Süd-Richtung. Südlich der Wasserscheide – in Richtung des Derwents – sind die Dales in den Sandsteinregionen breit und raumeinnehmend. Im südlichen Abschnitt der Moors haben sich die Flüsse tief und verwinkelt in den Kalkstein eingeschnitten und bilden enge Täler in den Tabular Hills. Im Norden sind die Dales auch in den Sandsteinformationen oft steiler und schmaler, in den Flüssen und Bächen finden sich oft noch große einzelne abgeschliffene Felsen, die dem Wasser bisher standgehalten haben. Der Esk selbst verläuft in einer geologischen Falte. Als einziges Tal der Moors verläuft es in Ost-West und nicht in Nord-Süd-Richtung. Es ist deutlich breiter und ausladender als die anderen Dales.

#### Einfluss der Eiszeiten
Bis vor 12.000 Jahren prägten verschiedene Eiszeiten die Landschaft. Während der Saale-Eiszeit bedeckte Eis die Moors vollständig. Während der letzten Eiszeit, der Weichsel-Eiszeit, waren die Hügelspitzen schneebedeckt, die Gletscher aus Skandinavien und dem Norden Großbritanniens wurden aber von den harten Sandsteinformationen im Norden der Moors abgehalten. Glaziale Überreste der letzten Eiszeit finden sich so nur im Norden des Gebiets. An der Steilküste und den südwestlichen Hängen aus weichem Kalkstein schufen die vorbeiziehenden Gletscher schroffe Abhänge.

## Fauna und Flora
Das für die britischen Inseln untypisch trockene und kühle Klima sowie die Offenheit der Landschaft haben dafür gesorgt, dass sich in den North York Moors zahlreiche Spezies ansiedelten, die sonst nur in größerer Höhe anzutreffen sind. Insgesamt kommen 31 Säugetierarten, 123 Brutvogelarten und 850 verschiedene Pflanzen vor.

### Ursprüngliche Gestalt
Pollenanalysen im Boden zeigen, dass etwa 8000 v. Chr. und noch vor menschlicher Besiedlung durchgehender Wald die Moors bedeckte. Birke, Hasel und Waldkiefer dominierten die Vegetation. Einzig einige Sümpfe im Entstehungsstadium und besonders dem Wetter ausgesetzte Hügelspitzen oder Abhänge könnten waldfrei gewesen sein. Mit dem Beginn menschlicher Siedlung begannen die Bewohner planmäßig Holz einzuschlagen, um Häuser zu bauen, zu heizen, und um auf den entstehenden Weiden ihr Vieh grasen zu lassen. Damals begannen wahrscheinlich methodische Weidewirtschaft und Rodungsarbeiten, um keinen neuen Wald, und damit landwirtschaftlich unbrauchbares Land, entstehen zu lassen. In der Folge breiteten sich ausgedehnte Heidelandschaften aus, Sümpfe und Moore entstanden, ebenso wie der Boden viele Nährstoffe verlor.
In den Jahren 3100 v. Chr. bis etwa 2600 v. Chr. begannen Bewohner auch die Hügel über etwa 350 m Höhe per Brandrodung zu entwalden. Etwa zur selben Zeit verschwinden die Pollenspuren von Ulmen, Linden und Eschen. Der genaue Grund ist nicht bekannt, vermutlich sind aber auch hier menschliche Rodungsmaßnahmen verantwortlich. Nach Wellen der Besiedlung und des Rückzugs fingen die Menschen in der Eisenzeit an, die letzten größeren Wälder in den Moors abzuholzen. Starker Regen und steigender Wasserstand in zahlreichen Dales hatte diese in unzugängliche Marschlandschaften verwandelt, so dass starker Besiedlungsdruck auch auf höher gelegene Regionen entstand. Nur an steileren Hügelabhängen konnten sich vereinzelte Waldgebiete halten. Die ursprüngliche Bewaldung war zu Beginn der römischen Herrschaft 70 n. Chr. verschwunden, die Heidegebiete hatten vermutlich schon generell ihr heutiges Aussehen.

### Heidelandschaft

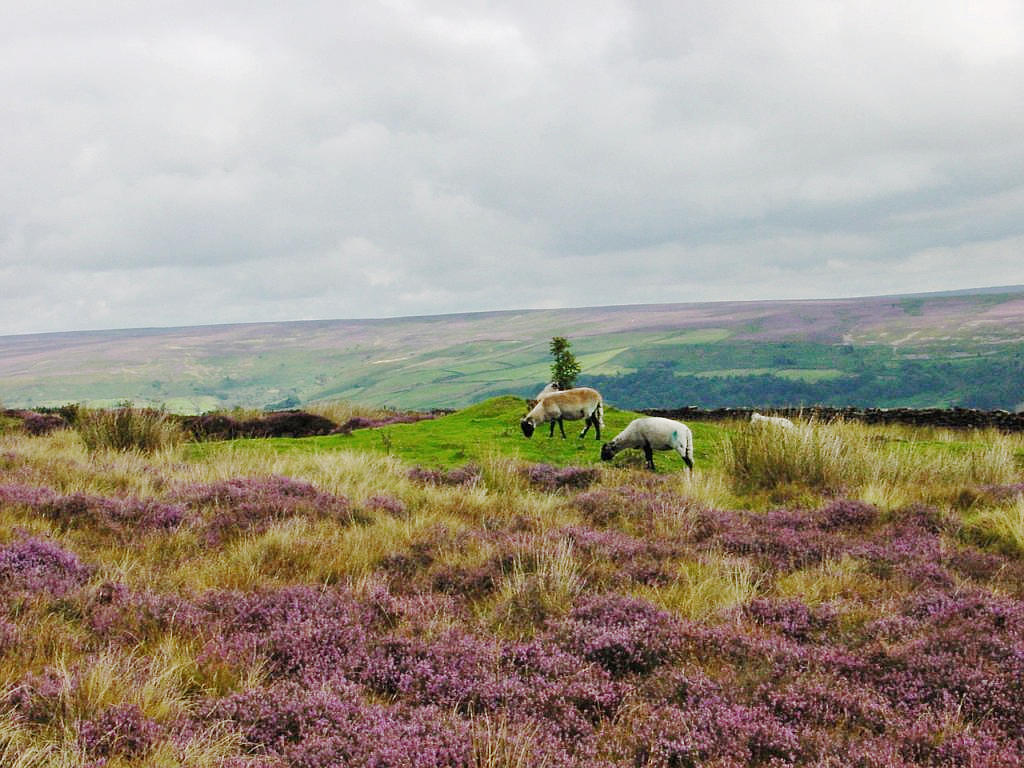
Bei Hawnby

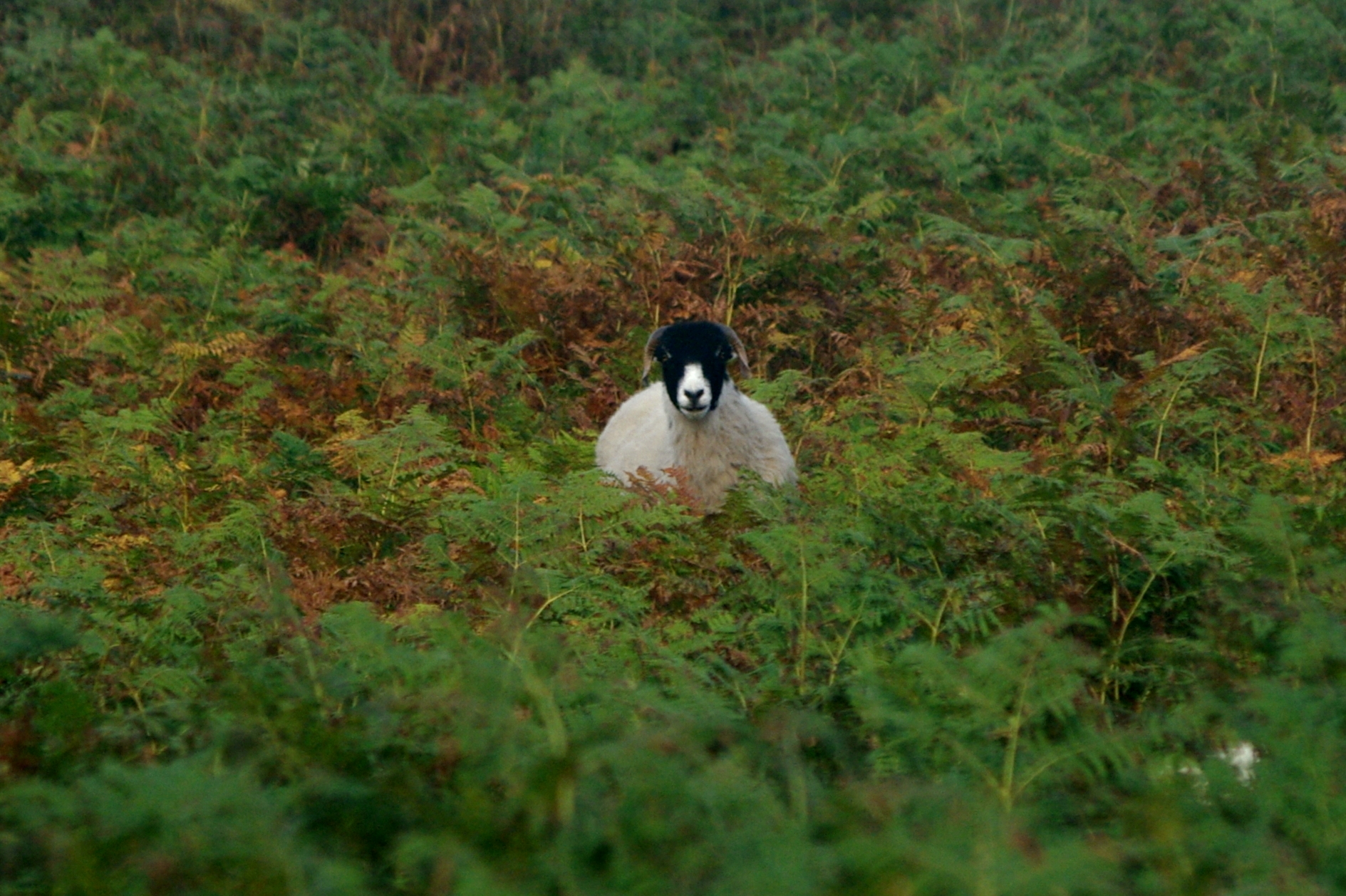
Farn bietet reichhaltige Versteckmöglichkeiten für Tiere, ist bei Menschen aber unbeliebt

Die heutige Gestalt der North York Moors bildete sich durch jahrtausendelange menschliche Bewirtschaftung aus. Wenn diese eingestellt würde, könnten sich in einiger Zeit wieder Sträucher und später die ursprünglichen Birken-, Hasel- und Kiefernwälder bilden. Ihre heutige Gestalt prägten in den letzten Jahrhunderten zwei Nutzungsarten: Ursprünglich die Beweidung mit Schafen zur Wollgewinnung, heute vor allem aber intensive Landschaftspflege, um die Jagd auf das Schottische Moorschneehuhn betreiben zu können.
Die Heidelandschaft liegt zwischen 250 und 400 Metern Höhe inmitten des Nordseewinds. Das Gelände ist generell offen, nur kleine Bereiche sind eingezäunt. Dominante Pflanzenarten sind Besenheide und Heidelbeere. Sie bevorzugen saures, karges und für die Gegend trockenes Gelände, während sich an noch feuchteren oder sumpfigeren Stellen der Plateaus Wollgräser und andere Gräser ansiedeln.
Von der Pflege der Heide profitieren nicht nur Moorhühner, sondern beispielsweise auch verschiedene Watvögel wie Großer Brachvogel, Goldregenpfeifer, Kiebitz oder einige Schnepfenvögel. Als Räuber kommen vor allem Merlin und Wanderfalke vor. Die Vorlieben an bestimmte Moorgebiete wechseln dabei: Während beispielsweise der Merlin hohe und alte Heide-Gebiete bevorzugt, halten sich die Watvögel vor allem in Gebieten auf, in denen die Heide kürzlich verbrannt wurde. Kreuzotter und Waldeidechse nutzen die Moors als wichtigen Rückzugsraum.
Auf niedrigeren Hanglagen wächst vor allem Adlerfarn. An den Hängen gibt es häufige Quellen, Bäche, Tümpel und ihre Ufer, die zahlreiche Pflanzenarten und Kleintiere beherbergen. Die Farngebiete haben sich aus unbekannten Gründen in den letzten Jahrzehnten stark ausgeweitet. Vermutungen gehen dahin, dass der Farn durch die Klimaerwärmung bessere Lebensbedingungen auch in den höheren Lagen findet. Ebenso könnte es möglich sein, dass frühere Beweidungen mit Rindern die Ausbreitung des Farns verhinderte. Diese können den Farn nämlich gefahrlos verzehren, wenn er jung ist. Für Schafe hingegen ist der Farn in allen Wachstumsstufen nicht bekömmlich. Während Farngebiete einigen Vögeln wie dem Braunkehlchen Lebensraum bieten, bevorzugen Nationalparkverwaltung und Naturschützer die europaweit weit selteneren Heidegebiete und versuchen die Ausbreitung der Farne zu verhindern. Bauern sind Gegner des Farns, da dieser giftig ist und Schafe ihn nicht fressen. Ebenso sind die Farngebiete bei Jägern und Touristen unbeliebt, da sie oft Zecken beherbergen.

### Äcker, Wiesen und Flüsse

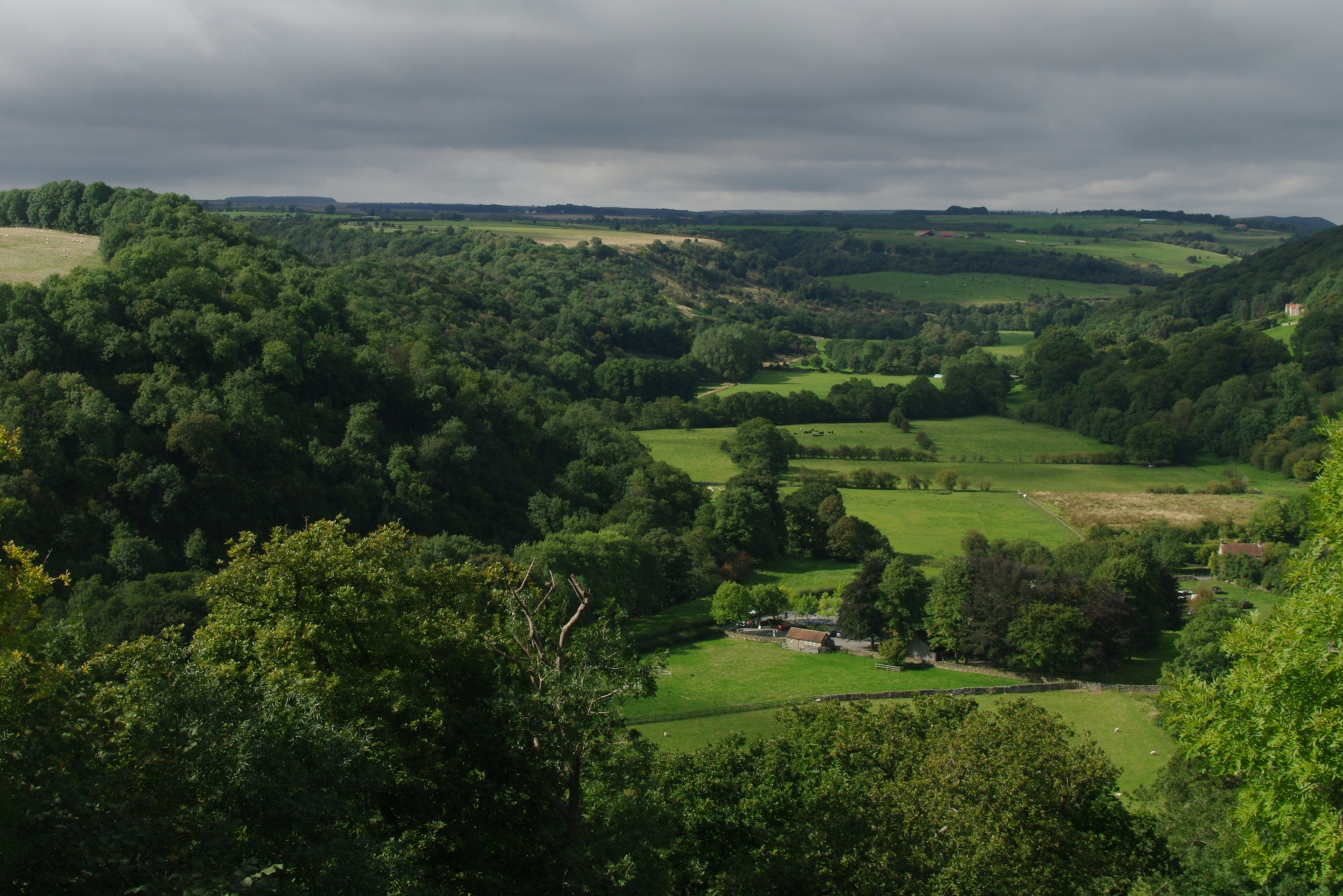
Insbesondere am Südrand der Moors findet sich fruchtbares Farmland. Hier bei Rievaulx.

Mit etwa 20 % der Fläche weisen North York Moors National Park für einen britischen Nationalpark einen vergleichsweise hohen Flächenanteil auf, der sich für intensiven Ackerbau eignet, was vor allem auf die Kalksteinformationen im Südwesten zutrifft. Während in den 1930er Jahren oft noch ein System vorherrschte, in dem in den Dales Ackerbau betrieben wurde und auf den Hügeln Tieren weideten, hat sich mittlerweile die Spezialisierung durchgesetzt: Ackerbau findet fast ausschließlich im Südwesten statt, in den anderen Gebieten der Moors weiden Tiere.
Obwohl einige Mauern und andere Feldbegrenzungen deutlich älter sind, hat sich die heutige Gestalt des Ackerlandes vor allem in den letzten 500 Jahren ausgebildet. Felder an den flacheren Hängen zum Tal ebenso wie im Tal werden vor allem zur Heugewinnung und Mahd genutzt. Hier kommen Marsch- und Auwaldzonen vor, die verschiedenen Vögeln als Lebensraum dienen. Noch bilden traditionelle Trockenmauern und Hecken die häufigsten Feldbegrenzungen und bieten zahlreichen Tieren Lebensraum. Diese werden aber sukzessive durch Zäune ersetzt. Einzelne Farmen, die auf dem heidebewachsenen Moorland der Plateaus stehen, werden oft von Bergahornen eingerahmt. In den Gebieten mit intensivem Ackerbau dominieren Weizen, Gerste und Raps. In der Gegend von Helmsley im Südwesten finden sich einige Massenhaltungen von Schweinen.
In den Flüssen der Dales kommen verschiedene Wassertiere vor. Insbesondere der Esk hat ein reiches Tierleben, zu dem auch Seeforellen, Lachse und Flussperlmuscheln gehören. Von besonderer Bedeutung für den Naturschutz ist das Vorkommen von Otter und Dohlenkrebs.

### Wälder
Etwa 22 % der Nationalparkfläche werden von Wäldern eingenommen. Sie liegen vor allem auf dem Land der Forestry Commission oder auf den Grundstücken von Großgrundbesitzern. Meist sind sie erst in den letzten Jahrzehnten angelegt worden und dienen vor allem der Holzgewinnung mit schnell wachsenden Nadelbäumen. Seit einem Politikwechsel der Forestry Commission 1983 zugunsten von Laubwäldern mit höherem Freizeit- und Erholungswert zeichnet sich hier aber ein langsamer Wandel ab.
Zurzeit bestehen drei Viertel der Wälder aus schnell wachsenden Nadelbäumen, von den übrigen 6.700 Hektar Laubmischwald sind 2.200 als Site of Special Scientific Interest geschützt. Zu einem kleinen Teil handelt es sich dabei um alte Wälder, die in sehr engen Tälern, an steilen Hängen oder in unzugänglichen Küstenbereichen liegen und nie intensiver menschlicher Nutzung unterlagen. Größere Teile, insbesondere in den Hambleton Hills, dienten über Jahrhunderte der Holzgewinnung. Diese Wälder wurden meist nach dem Stick- and Coppice-System bepflanzt. Die Grundbesitzer ließen einzelne Bäume über Jahrzehnte wachsen, um lange, gerade Holzstücke zu erhalten, die Bäume zwischen ihnen wurden regelmäßig alle paar Jahre abgeerntet, um Stockausschlag für andere Hölzer zu gewinnen. In den heutigen Laubwäldern ist diese ehemalige Waldnutzung gut zu erkennen, insbesondere da zahlreiche Bäume mehrere Stämme auf einer Basis besitzen, die aus der letzten Generation des Stockausschlags gewachsen sind.
Der Großteil der Nadelwälder stammt aus den 1950er bis 1970er Jahren. Obwohl sie somit reif für die Ernte wären, haben sich Kosten für Ernte und Neuanpflanzung und die Holzpreise in den letzten Jahrzehnten so auseinanderentwickelt, dass die Ernte insbesondere an Hanglagen ein erhebliches Verlustgeschäft würde. Wo sich die Holzproduktion noch lohnt, betreibt die Forestry Commission sie nur noch, um ihre Hauptziele von Naturschutz und Freizeitwert zu unterstützen. Beispiele hierfür sind Newtondale oder Dalby Forest. Beides Wälder, die erst im 20. Jahrhundert auf ehemaligem Moor- und Ackerland entstanden und seitdem zu Erholungswäldern mit verschiedenen Freizeitangeboten und vielfältiger Vegetation umgewandelt wurden. Die Einnahmen aus Waldtourismus und anderen Angeboten übersteigen selbst bei der Forestry Commission die Holzverkaufseinnahmen. Versuche, an einzelnen Hanglagen und in Farngebieten wieder einen seminatürlichen Wald wachsen zu lassen, scheiterten aufgrund der Holzpolitik der letzten Jahrzehnte. Aufgrund der reichhaltigen Samenquellen in der Gegend entstehen auch dort zu einem Großteil wieder ungewollte Fichten- und Kiefernwälder.

## Geschichte

### Vor- und Frühgeschichte

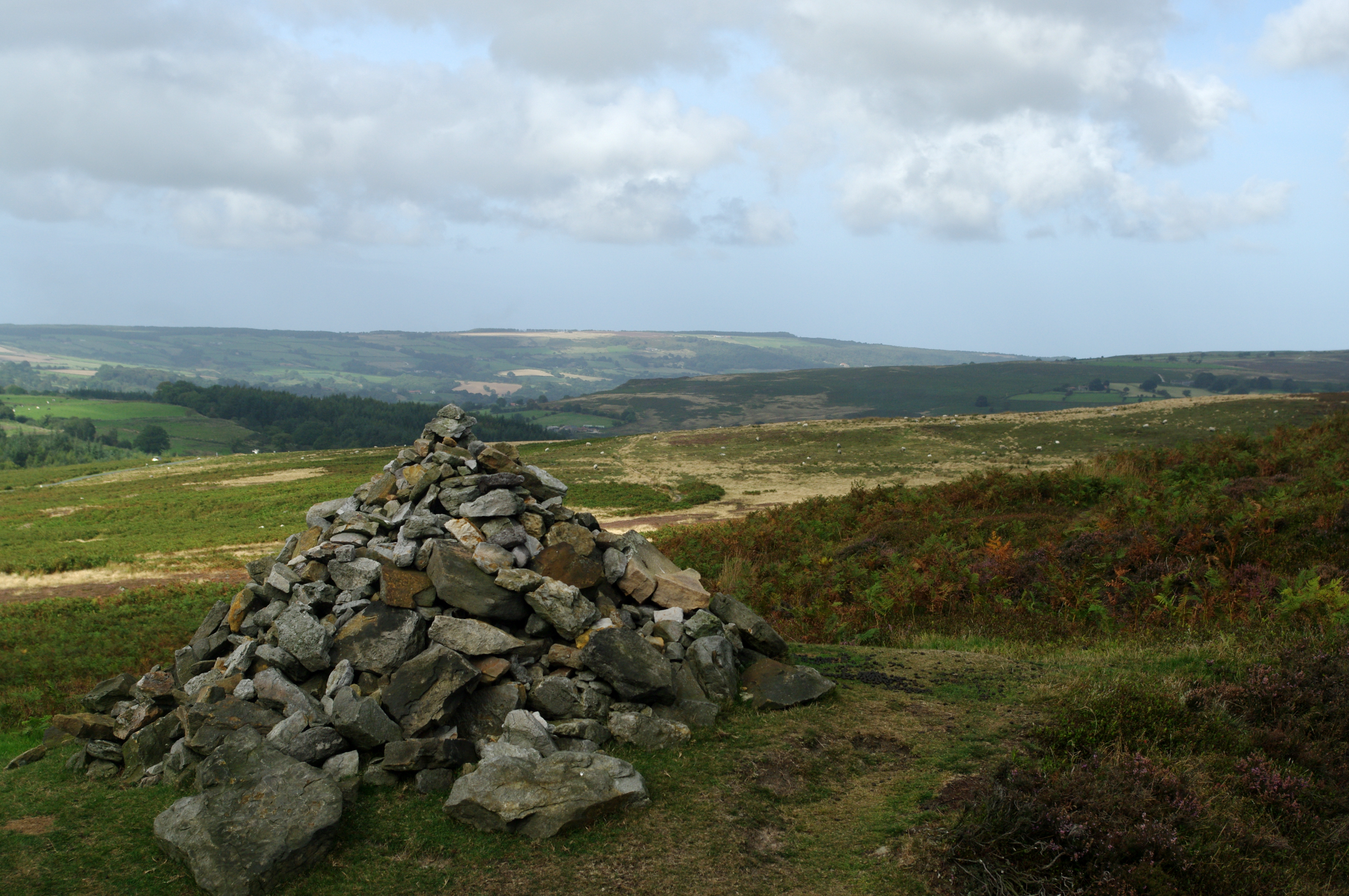
Cairn als Grenzmarkierung auf einem Kamm bei Goathland inmitten der Moors.

Die frühzeitlichen Bewohner der Moors traten vermutlich nicht zahlreicher auf als ihre Zeitgenossen in anderen Gebieten Nordenglands. Da die Moors aber seitdem vergleichsweise unberührt blieben, sind erheblich mehr archäologische Fundstellen erhalten als in benachbarten Gebieten. Insgesamt liegen in den Moors etwa 15.000 Fundstellen, von denen 700 als Scheduled monument geschützt sind. Seitdem Bergleute 1821 bei Hodge Beck am südlichen Rand der Moors eine große Lagerstätte entdeckten, in der sich Mammut-, Löwen- und Rhinozerosknochen ebenso wie Feuersteine aus der Mittelsteinzeit fanden, wurden dutzende weitere mittelsteinzeitliche Lagerstätten in höher gelegenen Höhlen der Moors entdeckt. Ebenso sammelten Archäologen große Mengen an Mikrolithen und ihren Resten auf den Hügeln. Beispielsweise lag eine Stelle im Snilesworth Moor nach einem Brand komplett offen, auf ihr fanden sich 5.000 Feuersteine innerhalb eines 8-Meter-Radius. Ob sich die Jäger und Sammler der Steinzeit dauerhaft in den Moors aufhielten, oder grundsätzlich an der Küste lebten und ausgedehnte Wanderungen in die Moors unternahmen, ist nicht mehr festzustellen. Für die Bronzezeit jedoch ist ebenso eine Verschlechterung des Bodens im Innern der Moors wie ein starker Rückgang menschlicher Spuren festzustellen.
An den Südrändern der Moors überdauerten die Reste von etwa 10.000 Hügelgräbern aus der Glockenbecherkultur. Die Urbarmachung des Landes geschah nun planmäßiger und langfristiger. Einzelne Bauernhöfe lassen sich rekonstruieren. Die Höfe und Felder lagen in den fruchtbaren Tälern, während im Sommer das Vieh auf den Hügeln weidete und die Menschen die Hügel zur Jagd nutzten. Auffälligste Hinterlassenschaft dieser Zeit sind Cairnsfields, Täler, in denen zahlreiche kleine Steinhaufen (Cairns) die Landschaft markieren. Einige Täler wie Iron Howe im Nordwesten der Moors enthalten Hunderte dieser Haufen. Während die Cairns früher oft für Wegmarken oder Grabzeichen gehalten wurden, hat sich mittlerweile die Erklärung durchgesetzt, dass mit der großen Mehrzahl von ihnen Steine gesammelt wurden, die bei der Feldbereinigung anfielen. Auf den Hügeln und Erhöhungen selbst stehen allerdings deutlich größere Steinhaufen von sieben bis 35 Metern Durchmesser oft in langgezogenen Linien über das Land verteilt – diese stellten vermutlich Grenzmarkierungen zwischen den einzelnen Siedlungsgebieten dar. Aus der Bronzezeit finden sich etwa 200 komplett erhaltene Hügelgräber, die meisten von ihnen von viktorianischen Antiquitätenhändlern entdeckt. Von diesen wiederum liegen einige an Stellen mit weitem Panoramablick über das Land. Diese sind auch am kostbarsten von allen Hügelgräbern ausgestattet.
Aus der Bronzezeit und der Eisenzeit sind mehrere Graben- und Grenzanlagen erhalten. Auffallend sind die Gräben im Levisham Estate, die noch vergleichsweise gut erhalten sind. Sie stammen aus der Zeit vor der Eisenzeit sind aber noch nicht sicherer datiert. Direkt am Südostrand liegt das Cleave-Dyke-System, dessen auffallendster Bestandteil die ehemalige Festung Boltby Scar ist. Auch hier ist die Datierung unsicher, die Hochzeit der Anlage liegt eventuell in der späten Bronzezeit. Da die Grabungsunterlagen vom Anfang des 20. Jahrhunderts fast vollständig verloren sind, und ein Bauer Boltby Scar 1961 mit einer Planierraupe einebnete, haben auch heutige Archäologen bei den seit ein paar Jahren laufenden Ausgrabungen große Probleme definitive Aussagen über die Anlage zu machen.
Etwa 1500 v. Chr. verschlechterte sich das Klima merklich, es wurde sowohl kälter als auch nasser. Der zunehmende Regen schwemmte weitere Nährstoffe aus dem Boden, größere Gebiete versumpften. Auf den Hügeln breiteten sich Torf und Heideland aus. In den Tälern dehnten sich die Flüsse und ihre Marschgebiete aus.

### Römer, Angeln, Dänen und Norweger
In der Zeit Römisch-Britanniens lagen die Moors an der Peripherie. Nur wenige Artefakte aus dieser Zeit sind erhalten. Vor allem hielten sich die Römer an den Südrändern auf, einziges größeres bekanntes Bauwerk in den Moors ist eine Straße in Nord-Süd-Richtung von Malton nach Guildsborough. Wie die wenigen Festungen auch entstand diese in der Anfangszeit des römischen Nordenglands, etwa um die Jahre 80–90. Die einzigen beiden gefundenen Festungsanlagen Cawthorn und Lease Rigg stammen aus der Zeit vor dem Jahr 120, ob sie überhaupt dauerhafte Anlagen waren, ist unsicher. Ein möglicher Überrest dieser Straße, Wade's Causeway, ist eine der wenigen Römerstraßen der britischen Inseln, die heute noch in ihrer Urform in der Landschaft sichtbar sind. Nachdem die römische Herrschaft hier gefestigt war, finden sich keine weiteren Festungsbauten. In der größten Zeit Römisch-Britanniens waren die Moors frei von der Armee, es fanden sich auch wenige Zeichen sonstiger römischer Besiedlung. Erst als in der Endphase Römisch-Britanniens Überfälle über die Nordsee zunahmen, entstanden an der Küste Ost-Yorkshires Signaltürme, die die Flotte von anrückenden Schiffen der Nordseevölker unterrichten sollten.
Angeln und Dänen hinterließen vor allem Ortsnamen. Danach erstreckte sich das Siedlungsgebiet der Angeln entlang der Tabular Hills, während die Dänen ihre Spuren vor allem an den nördlichen und westlichen Rändern der Moors hinterließen. Oft sind aus dieser Zeit noch einzeln stehende Steinkreuze wie das Young Ralph Cross vorhanden. Einzelne, voneinander und von der Umwelt unabhängige Dörfer bestimmten das Bild der Landschaft. Typische Beispiele hierfür sind Gillamoor oder Spaunton, die ihre mittelalterliche Siedlungsstruktur noch weitgehend bis heute erhalten.

### Klöster im Hochmittelalter

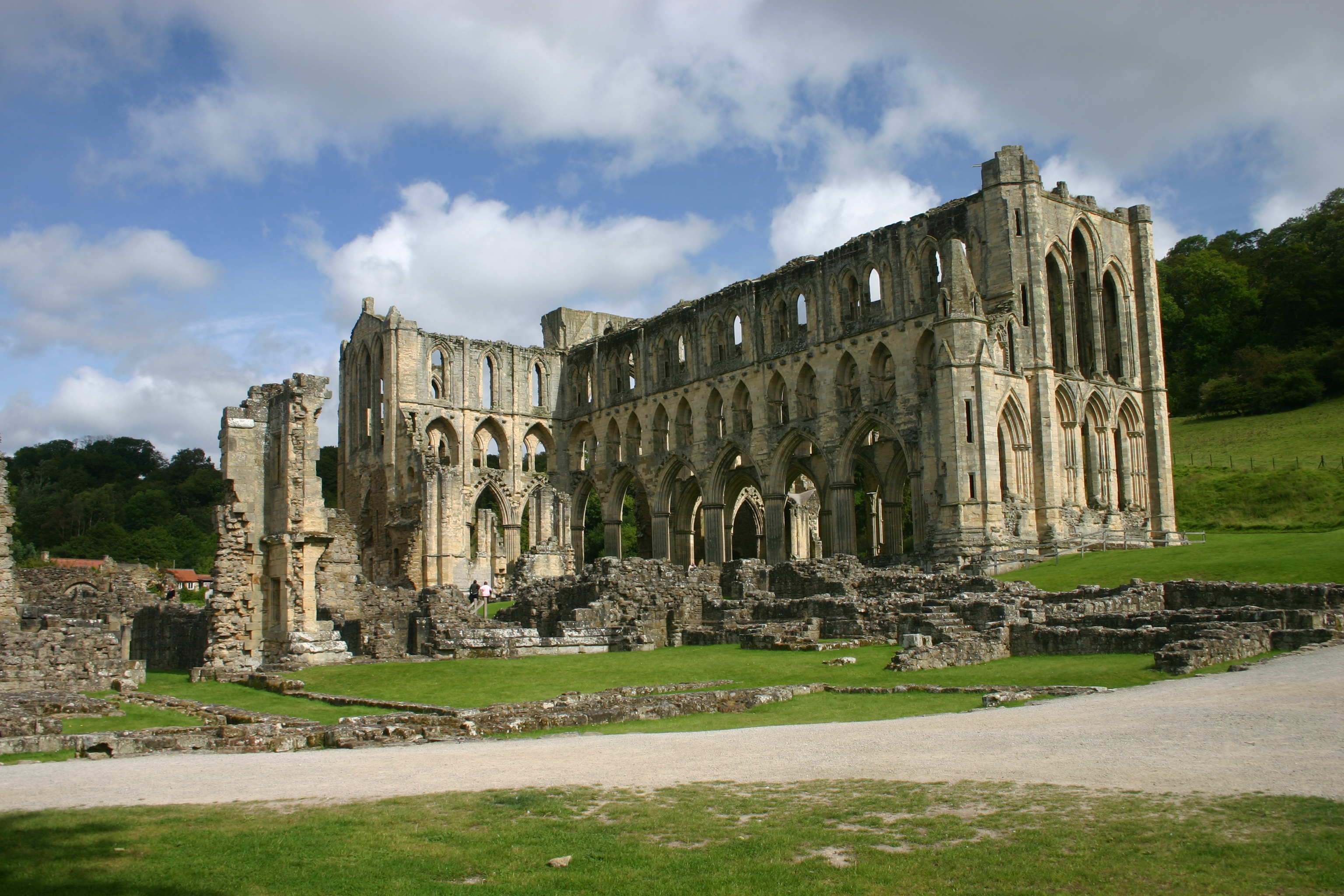
Rievaulx Abbey, das größte Zisterzienserkloster in den Moors.
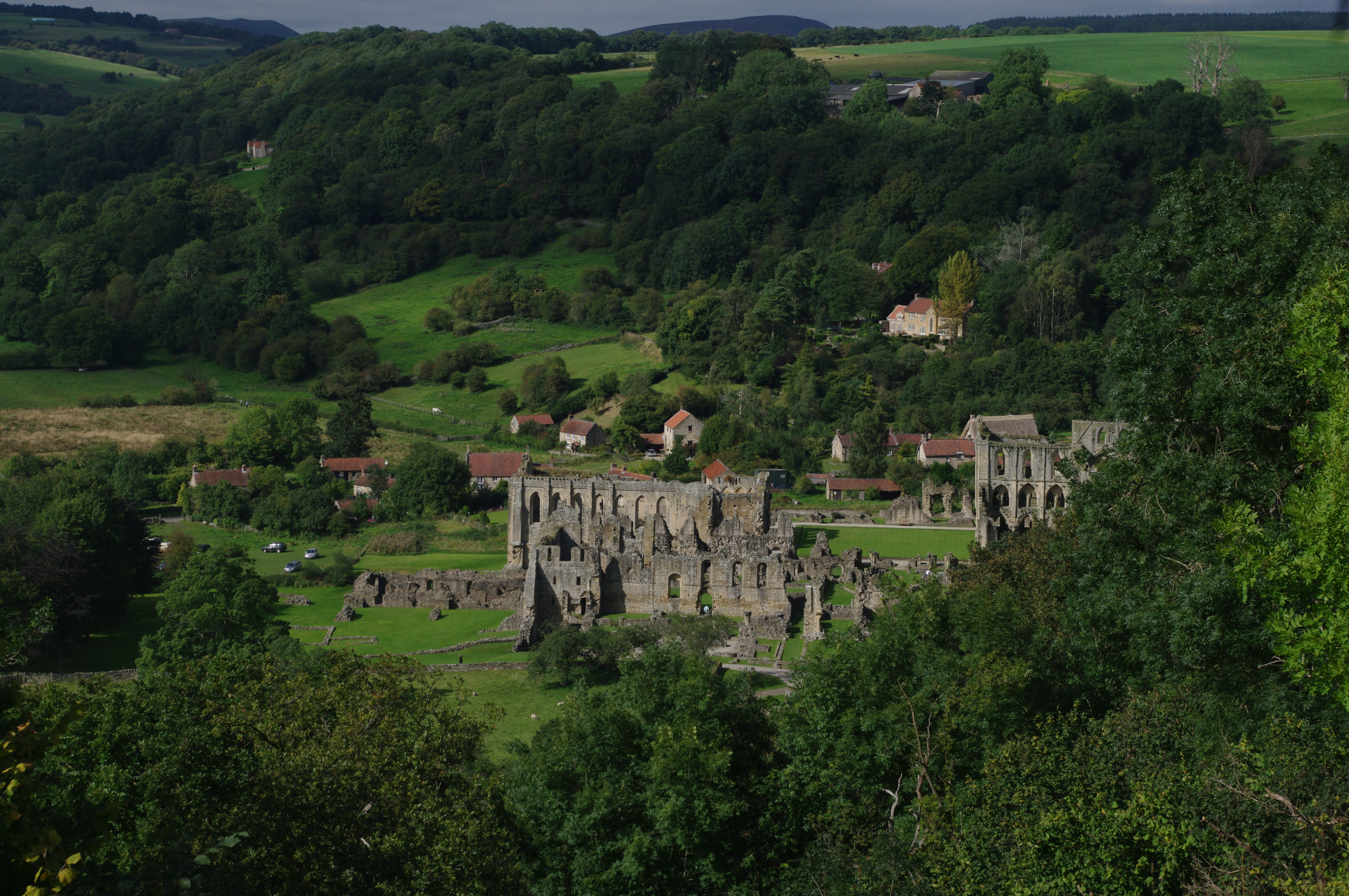
Rievaulx Abbey im fruchtbaren Ryedale, einst einer der großen Landbesitzer
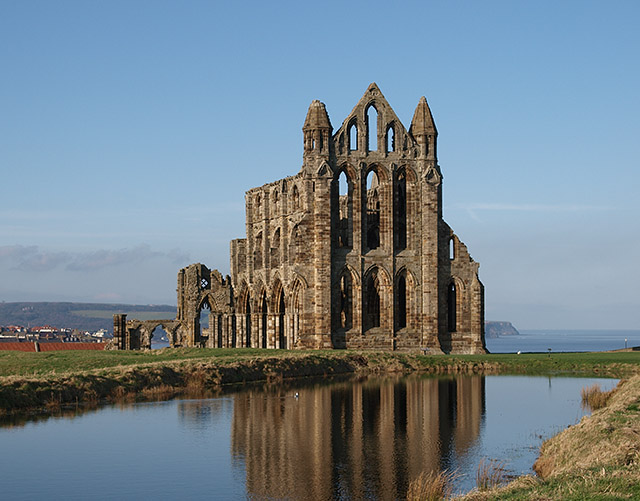
Whitby Abbey an der Nordseeküste
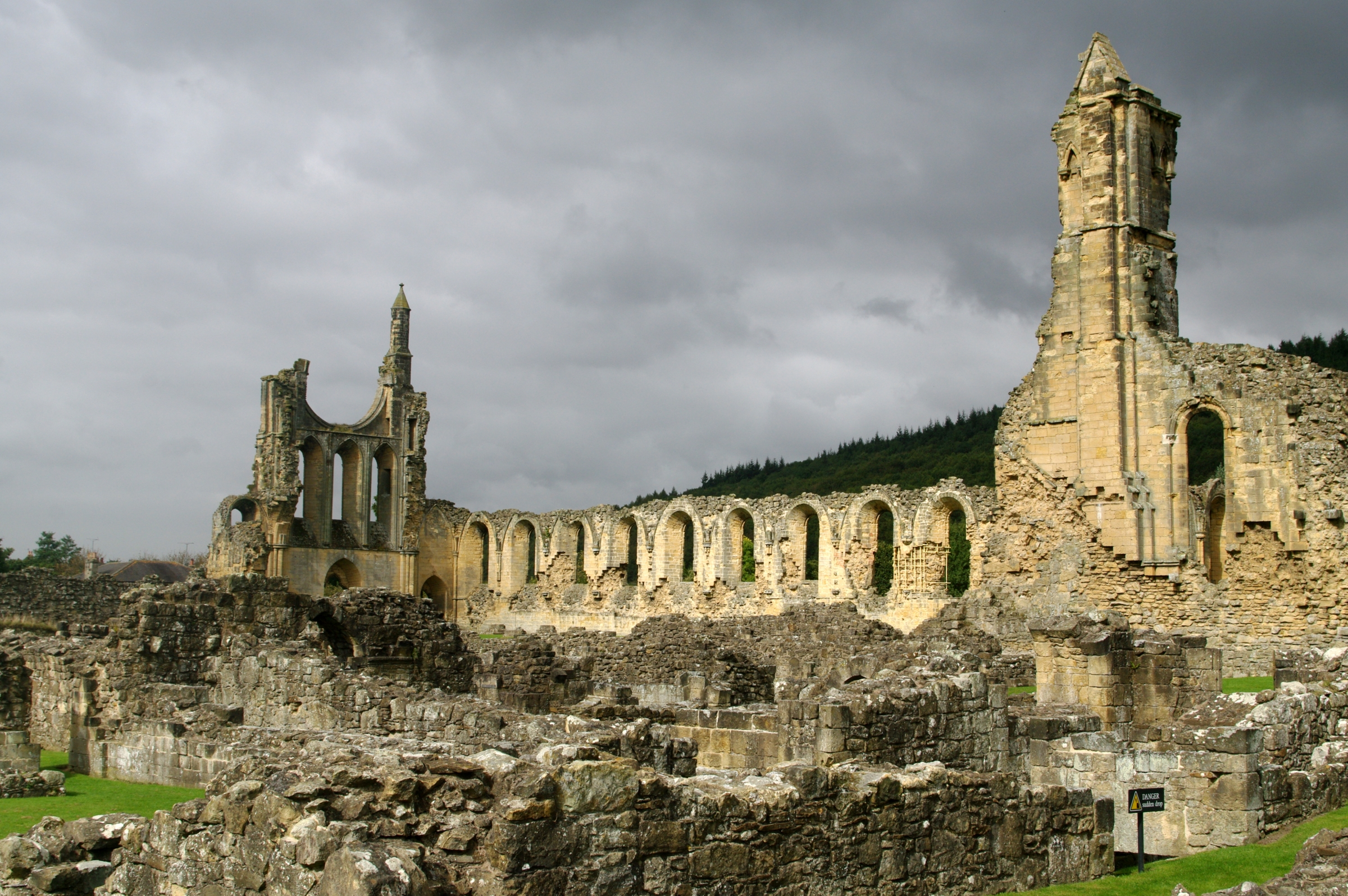
Ehemaliges Zisterzienserkloster Byland Abbey am Südrand

Im 12. Jahrhundert begannen Mönchsorden die Moors unter sich aufzuteilen, wobei die Zisterzienser am aktivsten waren. Ursprünglich zog sie die einsame, weltferne Lage an und sie errichteten Klöster. Nachdem der Zisterzienserorden die Regeln der notwendigen Askese lockerte und die Mönche in den Moors die Möglichkeiten extensiver Schafhaltung erkundet hatten, lockten hier auch lukrative Einnahmequellen. Große Anlagen wie Rievaulx Abbey und Byland Abbey entstanden, die sich zu Großgrundbesitzern in den Moors entwickelten. Wolle war damals das Hauptexportgut Englands, das auf dem Kontinent zu Kleidung verwoben und bis nach Florenz teuer gehandelt wurde. Yorkshire war ein Zentrum englischer Schafzucht, welche sich dort wiederum auf Moorgebiete konzentrierte. Einzelne Klöster wie Rievaulx besaßen in ihrer Blütezeit etwa 12.000 Schafe bei einem Gesamtbestand von mindestens 50.000 bis 60.000 Tieren in den North York Moors. Mit der Auflösung der englischen Klöster im Jahr 1538 endete diese Zeit; die Ländereien gingen meist in die Hände von Adligen über.

### Frühe Neuzeit

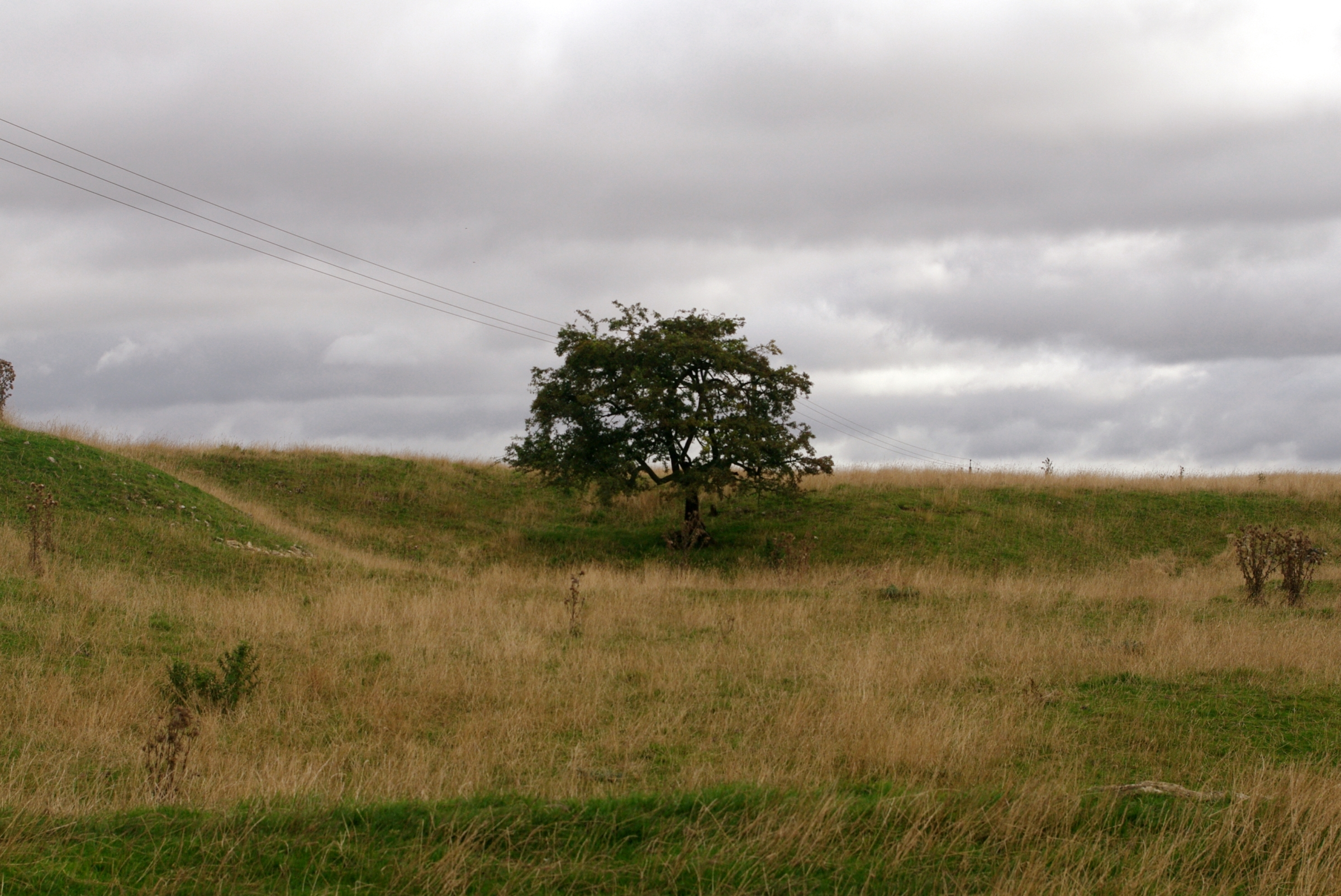
Zahlreiche Senken markieren die ehemaligen Abbaustellen für Steinkohle

In der frühen Neuzeit nahm die Bevölkerung Großbritanniens deutlich zu. Der Besiedlungsdruck erhöhte sich auch in eher abgelegenen Gegenden wie den North York Moors. Die Menschen nutzten die Landschaft intensiver und begannen sich intensiver dem Abbau von Bodenschätzen zuzuwenden. Aus dem Jahr 1643 stammt der früheste erhaltene schriftliche Beleg für den Abbau von Steinkohle. Die Flöze waren zwar zahlreich, aber oft nur 15 bis 20 Zentimeter dick, so dass zu dieser Zeit tausende kleine Gruben entstanden, aus denen die Bewohner Kohle gewannen. Bei Danby im Esk Valley entstand zu dieser Zeit ein Tiefbau mit mehreren in die Erde gegrabenen Schächten. Im selben Gebiet war das Zentrum des Alaun-Abbaus. Dieser ist für das Jahr 1604 erstmals nachgewiesen; 1700 waren bereits 16 Tagebauten aktiv. Besonders dieser Abbau beeinflusste die Umwelt stark, da bis zu 100 Tonnen Tonschiefer ausgegraben werden müssen, um eine Tonne Alaun zu gewinnen. Nach den damaligen Bedingungen musste der Tonschiefer zudem bis zu neun Monate lang erhitzt werden, um Alaun zu gewinnen – ein Vorgang, der außerordentliche Mengen an Brennstoff notwendig machte.
Weidewirtschaft ist die traditionelle Form der Bewirtschaftung, die die Bauern bis ins 19. Jahrhundert hinein mit verschiedenen Tierarten betrieben. Erst durch die Zucht wetterunempfindlicher Schafrassen, die im Winter problemlos auf ihren Weiden bleiben konnten, begann sich dies zu ändern. Generell zeichneten sich die Schafe in den Moors schon im 17. Jahrhundert dadurch aus, dass sie vergleichsweise gut an stürmisch-feuchtes Klima angepasst waren. Sie hatte raue Wolle, alle Tiere gehörnt und ihre Gesichter meistens schwarz gefärbt waren. Die heutigen spezialisierten Rassen entwickelten sich erst im späten 18. und 19. Jahrhundert. Während das Rough Fell in den Moors gezüchtet wurde, kommt es mittlerweile weiter im Norden von England vor; in den Moors sind überwiegend Cheviot und Scottish Blackface und deren Kreuzungen anzutreffen. Auch Probleme stellten sich ein: Schafe als selektive Weidetiere fressen heute wie damals vor allem Gras; Heide jedoch nur, wenn diese noch jung ist. Über die Jahrzehnte begann sich so eine Vegetation zu bilden, die fast nur aus alter verholzter Heide besteht und für die Schafe wenig Nahrung bietet. Die Bauern begannen deshalb, die Heide in regelmäßigen Abständen abzubrennen, so dass idealerweise keine Pflanzen von mehr als zehn Jahren in der Gegend wuchsen.

### Bergbau und Industrialisierung

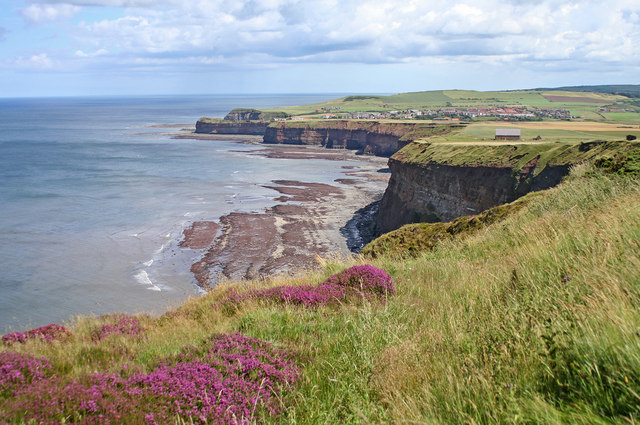
Steilküste von Boulby

Sandstein aus den Moors bildete im Mittelalter ein weitverbreitetes Baumaterial. Bis nach London hinein war er ebenso als Straßenbelag wie zum Decken der Dächer verbreitet. Im Unterjura bildeten sich Eisenablagerungen, die zur Zeit der Industrialisierung zu einer bedeutenden Eisenindustrie bei Grosmont führten. In den Sandsteingebirgen liegen sieben bedeutende Eisenerzadern, die alle seit dem Mittelalter bekannt sind und von denen bereits zu dieser Zeit Gestein abgebaut wurde. Rievaulx Abbey betrieb vermutlich bereits einen eigenen Hochofen. Dabei gab es anscheinend zwischen 1650 und 1800 eine Pause, bevor ab 1800 der Abbau wieder stark zunahm. Vieles davon wurde direkt von den Küstenkliffs in Boote abgeschlagen, das meiste nach Tyneside zur Weiterverarbeitung transportiert. Ökonomisch bedeutsamer war der Abbau an den größten Adern bei Teesside, Rosedale und dem Esk Valley. Einzelne Orte in der Nähe dieser Minen wie Rosedale Abbey oder Grosmont errichteten eigene Hochöfen.
In Rosedale Abbey beispielsweise – gelegen im Rosedale im zentralen Teil der Moors – befand sich von 1158 bis 1536 ein Zisterzienserkloster, das in der Zeit danach verlassen war. Erst nach der Entdeckung, dass das dortige Eisenerz mit 45 % Eisenanteil besonders ergiebig war, entstand eine Eisenbahn nach Rosedale ebenso wie große Minen und Brennöfen, deren Reste heute noch zu sehen sind. Der Boom dauerte etwa von 1850 bis 1920; danach war das Eisenerzvorkommen erschöpft. Damals in kleinerem Maßstab, mittlerweile deutlich gewachsen und immer noch aktiv sind die Steinbrüche für Kalkstein in den südlich gelegenen Hügelketten der Moors. Die Errichtung von Kalköfen wiederum führte zum erhöhten Abbau von Steinkohle vor Ort, um diese betreiben zu können. Dies dauerte bis 1890, als der letzte Kalkofen in den Moors stillgelegt wurde. Die Weiterverarbeitung des Kalksteins geschieht mittlerweile außerhalb der Moors.

### Als Nationalpark
Die britische Nationalparkbewegung entwickelte sich in den 1930er Jahren. Maßgeblich getragen von der Wanderervereinigung Ramblers’ Association, forderte sie einerseits die Öffnung des privaten Landes für Wanderer und Naturinteressierte, andererseits aber auch die Erhaltung der Natur. Als probates Mittel dafür sahen sie Nationalparks nach amerikanischem Vorbild an. Insbesondere sollten die neuen Nationalparks dabei den Arbeitern eine Möglichkeit bieten, die eng bebauten Industriestädte wenigstens an einem Tag in der Woche zu verlassen. Sie sollten die Volksgesundheit erhöhen, ebenso die Produktivität der Arbeiter. Während die Bewegung eine breite Unterstützung quer durch die politischen Lager hatte, wehrten sich insbesondere die ländlichen Gemeinden. Sie fürchteten, von Menschenmassen überlaufen zu werden und Kontrolle über ihr Land zu verlieren. Insbesondere fürchteten sie das Massenauftreten der Arbeiterklasse und aller damit einhergehender Störungen des ländlichen Friedens.
Unterbrochen durch den Zweiten Weltkrieg gewann die Nationalparkbewegung in den späten 1940er Jahren an Bedeutung. Der Hobhouse Report von 1949 zeichnete die wesentlichen Grundlinien der zukünftigen Nationalparks vor, sah die Moors aber noch nicht in der Liste zukünftiger Nationalparks. In den Beratungen zum „National Parks and Access to the Countryside Act 1949“ schließlich bestimmten die Parlamentarier auch die North York Moors als zukünftiges Schutzgebiet. Sie sind seit 1952 als Nationalpark nach dem 1949 erlassenen National Parks and Access to the Countryside Act 1949 ausgezeichnet. Sie sollen damit die Doppelfunktion eines Nationalparks im Vereinigten Königreich erfüllen: Zum einen Schutz der Natur, zum anderen sollen sie es der Öffentlichkeit ermöglichen, diese Natur zu genießen.
In den ersten Jahren nach der Nationalparkgründung beherrschten das Thema Aufforstung die Debatten um die Zukunft des Parks. Die Forestry Commission, der über 15 % der Nationalparkfläche gehören, war nach dem Ersten Weltkrieg mit dem Ziel gegründet worden, eine autarke Holzversorgung Großbritanniens sicherzustellen. Dafür sollte sie Nutzwälder auf kargen Böden anlegen. Sie pflanzte in den North York Moors schnell wachsende, aber ökologisch wenig wertvolle Koniferenwälder. In den 1950er und 1960er Jahren kam es darüber zum Konflikt mit Anwohnern, Touristen und Naturschützern. Die Debatte um die zukünftige Rolle der Forestry Commission entzündete sich vor allem an den Wäldern im Peak District und den North York Moors.
Der Bau einer immensen Radaranlage der RAF Fylingdales im Jahr 1960 sowie der Mine Boulby konnten Naturschützer nicht verhindern.
Weitere Debatten folgten, als das Parlament 1970 in Farndale einen Stausee errichten wollte, um Energie zu gewinnen. Nachdem bis Ende der 1960er Jahre Stauseen im Vereinigten Königreich ohne Erwägung von Umweltschutz und landschaftlicher Schönheit in die Lande gesetzt worden waren, scheiterte das Farndale-Projekt aus ebendiesen Gründen deutlich. Als bereits 1969 im Hebden Valley, ebenfalls in Yorkshire, ein derartiger Plan im Parlament scheiterte, bedeutete Farndale endgültig den Stopp derartiger Staudamm-Programme.
In den Jahrzehnten nach dem Zweiten Weltkrieg begannen die Bauern mit Regierungsunterstützung in den Moors wieder mehr Landwirtschaft zu betreiben. Sie bepflanzten die Randbereiche mit Lärchen, Kiefern und Sitka-Fichten, die Moorbereiche selbst versuchten sie durch schnell wachsende Gräser aufzubessern. Aufgrund öffentlicher Proteste und einer geänderten Landwirtschaftspolitik stellten sie diese Maßnahmen in den 1980er Jahren ein. Zwischen der Auszeichnung als Nationalpark und dem Jahr 1975 verschwanden dennoch etwa 15.000 Hektar Moorfläche, die vor allem in Nutzwälder umgewandelt wurden. Damit ging ein Viertel des Heide-Gesamtbestandes im Park verloren.

## Landschaftspflege

### Landschaftspflege zur Moorhuhnjagd

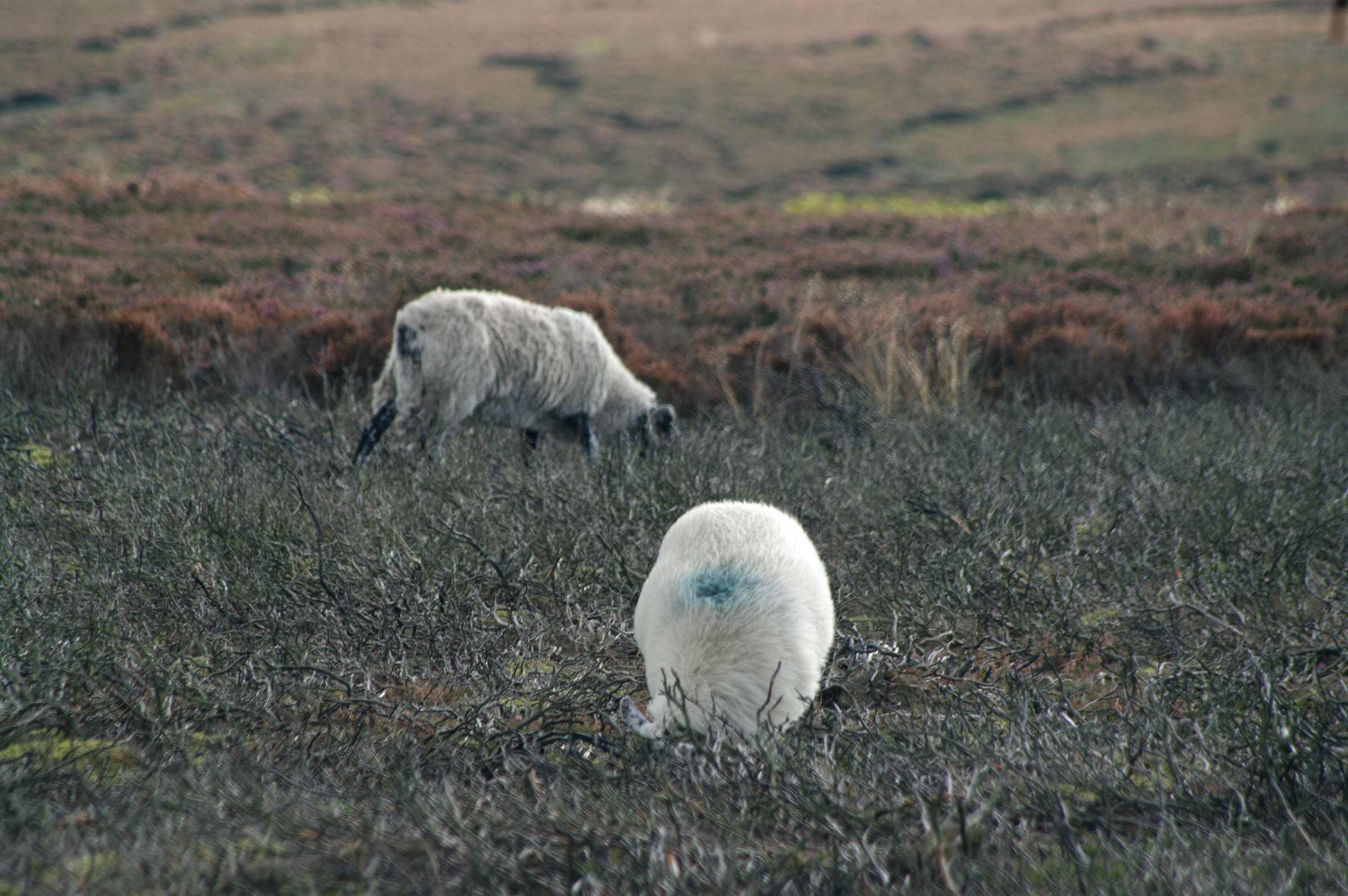
Um die Heide jung zu halten, werden die Heidegebiete von Schafen beweidet und regelmäßig abgebrannt

Die Moorhuhnjagd stellt für die Großgrundbesitzer eine bedeutende Einnahmequelle dar, die es lukrativ macht, die Moors als idealen Lebensraum für Moorhühner zu gestalten. Der Erhalt der Heidebestände, die der Landschaft ihr charakteristisches Aussehen geben, erfordert eine umfangreiche Landbewirtschaftung. Die Moorhühner benötigen sowohl junge Heide zur Ernährung als auch ältere Heide als Versteck. Um diesen Ansprüchen gerecht zu werden, werden weidende Schafe und kontrollierte Abbrände eingesetzt. Allein durch Beweidung würden mittelfristig Landschaften mit alter Heide entstehen, die für Schafe nicht mehr genießbar ist – die Landschaft würde verbuschen. Da die kommerzielle Moorhuhnjagd mittlerweile ökonomisch bedeutender ist als die direkten Erträge der Schafzucht, wird die Erhaltung der Moors in ihrem derzeitigen Zustand vor allem von jagdanbietenden Großgrundbesitzern finanziert. Sowohl Nationalparkverwaltung als auch die Naturschutzorganisation Natural England würden ein geringeres Maß an Abbrand sowie höhere Heidestände bevorzugen.
Langfristig wirft die Bewirtschaftung Probleme auf: Bei den kontrollieren Bränden steigt Asche mit den darin enthaltenen Nährstoffen auf und verteilt sich weit über das Land. Der Verlust an Nährstoffen vor Ort ist gemessen an der Gesamtbilanz zwar eher gering; da die Eigentümer diese Technik aber über viele Jahrzehnte anwenden, führt sie langfristig zu einer Verarmung des Bodens. Ebenso nimmt seit Jahrzehnten die Fähigkeit des Bodens, Wasser zu halten, ab; er wird trockener, und die Gefahr einer unkontrollierten Spontanentzündung mit möglicherweise desaströsen Auswirkungen steigt stetig. Besonders große Feuer wie die von 1904, 1909, 1947 und im Glaisdale Moor 1976 haben deutliche Spuren in der Landschaft hinterlassen. Das Feuer von 1976 beispielsweise brannte sich tief bis in den Torfboden, wo es als Torfbrand einige Zeit bestehen konnte und auch Wurzeln und Samen der Pflanzen zerstörte. Insgesamt verbrannten 600 Hektar Heide. Untersuchungen zehn Jahre später zeigten, dass nur 6 % der Fläche wieder Gefäßpflanzen trugen, 65 % der Fläche war von Moosen bedeckt und 30 % des Brandgebiets lagen auch nach 10 Jahren noch gänzlich brach. In der Zeit bis zur Wiederbesiedlung durch Pflanzen treten auch deutliche Erosionsverluste auf. Seltenere Brände tragen aber auch ein Risiko in sich: Ein Großbrand 2003 entstand vor allem deshalb, weil die Heide in der Zeit seit dem letzten Brand zu hoch gewachsen war. Das Feuer des ursprünglich kontrollierten Brandes geriet außer Kontrolle.
Um den Nachteilen der Beweidung mit Schafen entgegenzuwirken, aber auch auf die sinkenden Schafzahlen zu reagieren, begannen Ende des 20. Jahrhunderts Versuche, die Heide nicht zu verbrennen, sondern mit einer Mähmaschine zu mähen und die abgeschnittenen Pflanzenteile wieder auszustreuen. Dies erwies sich zwar als praktikabel, aber ebenso als deutlich teurer gegenüber den traditionellen Methoden. Zwar wäre es auch möglich, geschnittene Heide beispielsweise als Dünger zu verkaufen, nur träte in diesem Fall wieder der Nährstoffverlust ein, der durch die Mahd eigentlich verhindert werden soll.

### Naturschutzmaßnahmen

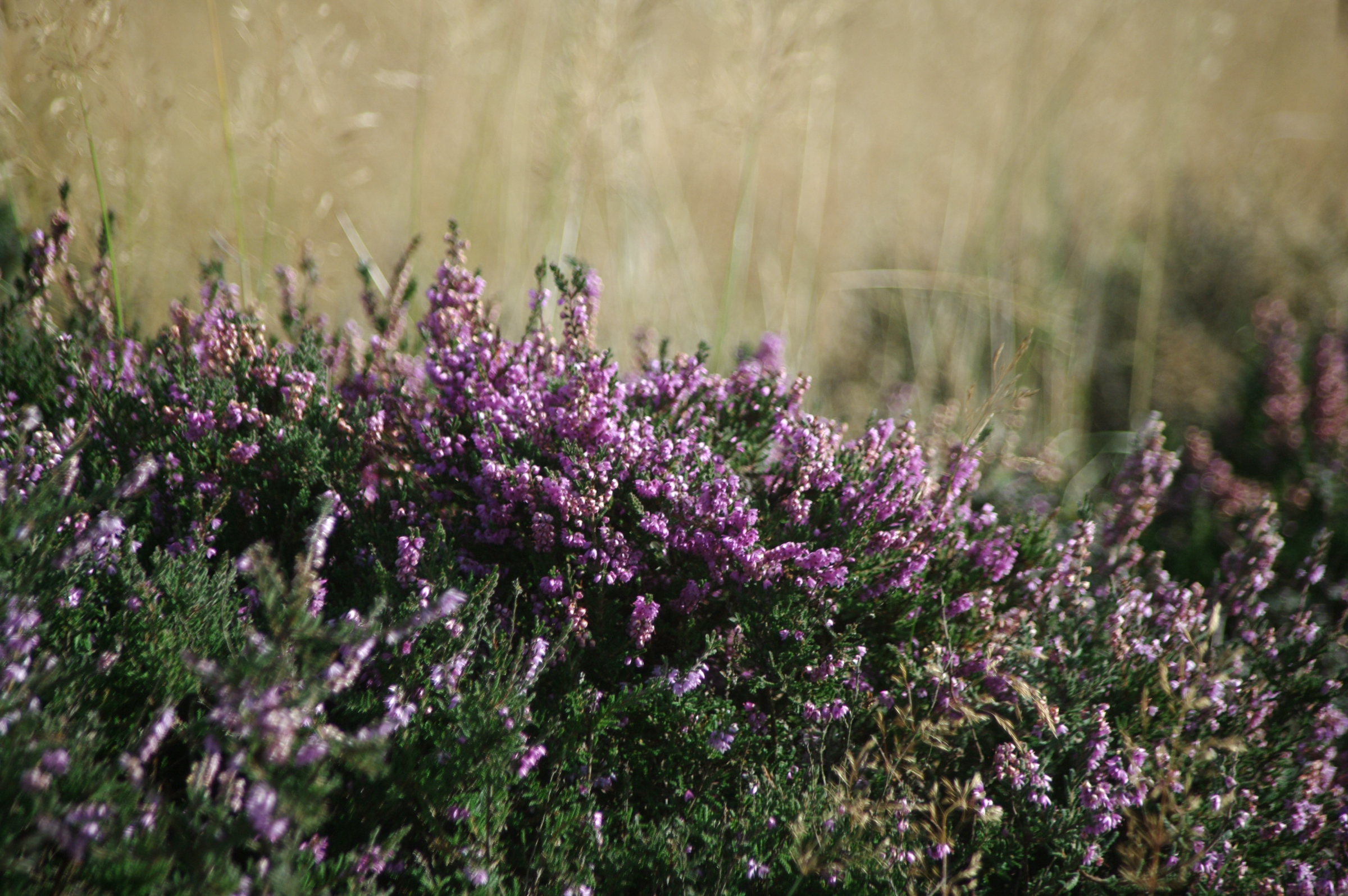
Insbesondere in den Heidegebieten sind die Naturschutzbehörden aktiv. Hier Heide im Levisham Estate, das seit 1976 der Nationalparkverwaltung gehört.

Der Nationalpark North York Moors entstand – wie alle britischen Nationalparks – erst, als das Land schon lange besiedelt war. Dementsprechend befindet sich nur ein kleiner Teil des Landes in öffentlicher Hand, der größte Teil ist Privatbesitz. Insgesamt 79,9 % der Flächen gehören privaten Besitzern, 16,6 % der Forestry Commission, 1,2 % dem National Trust, 0,6 % der National Park Authority, 0,5 % dem Verteidigungsministerium, 0,1 % den Wasserversorgern; der Rest befindet sich in anderen Händen.
Der Park wird von der North York Moors National Park Authority betreut. Diese soll sowohl den Naturschutz gewährleisten als auch die Öffentlichkeit an der Natur des Parks teilhaben lassen und für das Wohlbefinden der einheimischen Bevölkerung sorgen. Sie hat dazu ähnliche Planungsrechte wie kommunale und regionale Behörden in anderen Gegenden Englands. Damit kann sie zwar beispielsweise Vorgaben erlassen, wie sich Siedlungsentwicklung gestalten soll und welche Bauten erlaubt sind, hat aber keinen bindenden Einfluss auf die Landnutzung. Weder kann sie zum Beispiel privaten Eigentümern verbieten, Heide-Moorland in konventionelle Weiden umzuwandeln, noch der Forestry Commission, ihr Land mit Kiefernwäldern zu bepflanzen. Großen Einfluss auf die tatsächliche Gestaltung des Parks hat die Regierungsorganisation Natural England. Diese ist für die Sites of Special Scientific Interest zuständig und kann für diese weitreichende Vorschriften erlassen.
Hauptarbeitsmittel der Nationalparkverwaltung in Zusammenarbeit mit den Landeigentümern sind finanzielle Hilfen. Die Verwaltung kann direkt Hilfen für bestimmte Maßnahmen anbieten oder Programme starten, die Bauern und Großgrundbesitzern bei Arbeiten im Sinne des Nationalparks unterstützen. Ebenso kann sie Verträge mit Landeigentümern schließen und diese direkt bezahlen, wenn sie ihr Land im Sinne des Nationalparks bewirtschaften. Anfang der 1990er Jahre betrug das Budget der Behörde 3,3 Millionen Pfund jährlich, wovon die Nationalparkverwaltung 1,1 Millionen für Naturschutzmaßnahmen ausgab, 1,3 Millionen für den Besucherservice im weitesten Sinne und 0,8 Millionen für Planung und Verwaltung.
Neben dem Schutz als Nationalpark sind die Moors als Europäisches Vogelschutzgebiet und als FFH-Gebiet geschützt.

## Menschen in den Moors

### Bewohner

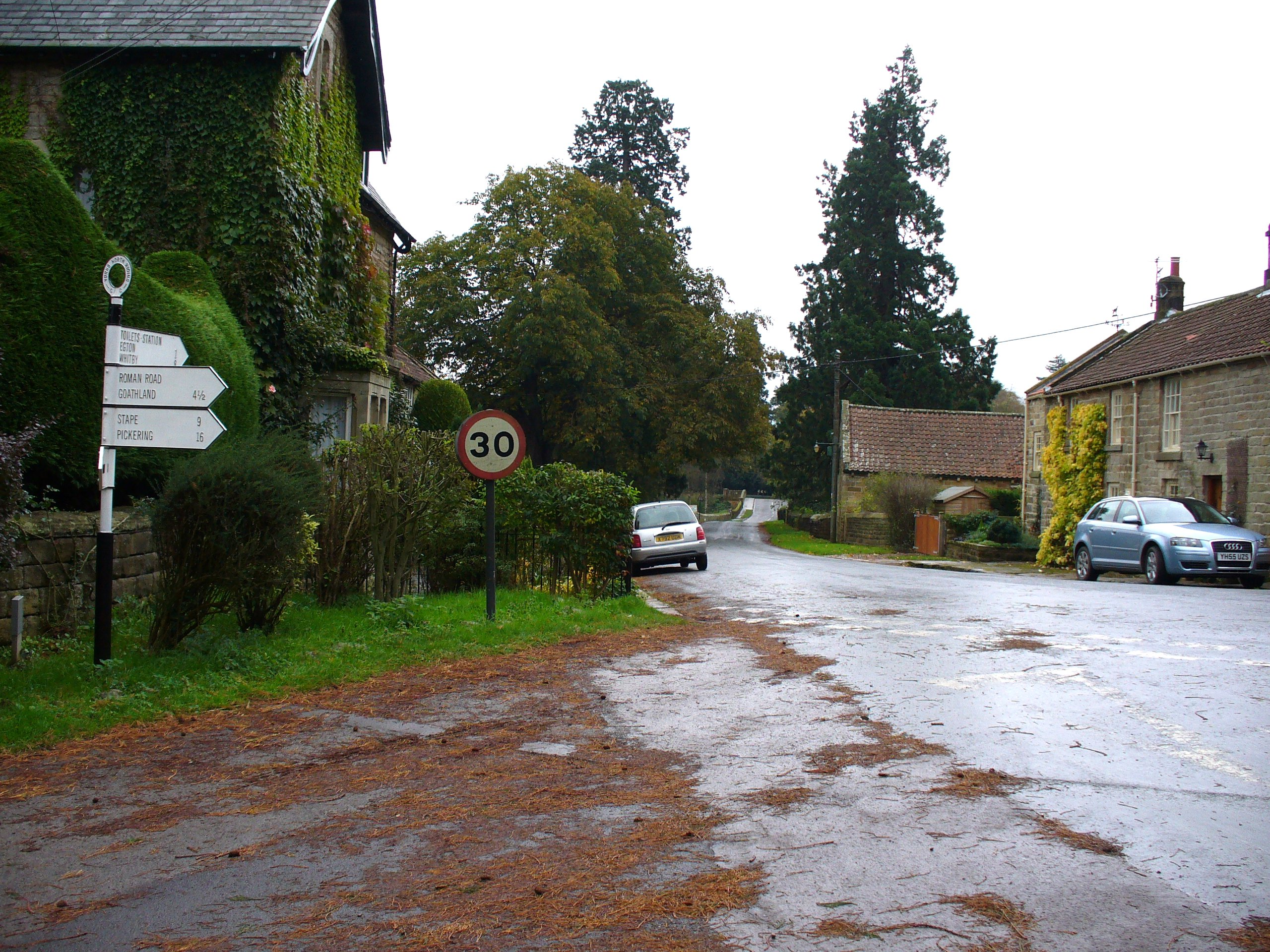
Kleinstädte liegen am Rand der Moors, im zentralen Moor liegen Dörfer wie Egton Bridge.

In den North York Moors leben etwa 25.000 Menschen, die sich auf 101 Dörfer und weitere vereinzelt stehende Häuser verteilen. Hierbei handelt es sich noch zu einem großen Teil um Bauern, Waldwirte, Jäger und andere Landnutzer. Generell ist die Gegend am südwestlichen Ende des Parks in der Gegend des Ryedale am River Rye die wohlhabendste, während die Küstenzonen im Osten in den letzten Jahren am ehesten unter wirtschaftlichen Problemen leiden.
Die Bevölkerungszahl ist in den letzten hundert Jahren etwa gleich geblieben: Nach 1901 mit 26.000 Bewohnern sank die Bevölkerung bis 1961 auf einen Tiefststand von 22.700 ab, um seitdem wieder anzusteigen, im Jahr 1991 betrug sie 24.700. Innerhalb der Moors lässt sich ein Wachstum der Kleinstädte bei gleichzeitigem Bevölkerungsrückgang in den abgelegenen Gegenden konstatieren. Seit den 1980er Jahren findet ein Bevölkerungsaustausch statt. Neue Bewohner befinden sich entweder im Ruhestand oder wollen eine ruhige naturbelassene Zweitwohnung fernab des Arbeitsplatzes besitzen. Die Zuzügler verfügen oft über ein deutlich überdurchschnittliches Einkommen und treiben Haus- und Grundstückspreise nach oben. So kostete ein Einzelhaus im Nationalpark schon 1997 im Durchschnitt 135.000 Pfund, während es in der restlichen Region Yorkshire and the Humber ebenso wie im gesamten Vereinigten Königreich im Schnitt zu dieser Zeit nur etwa 80.000–90.000 Pfund kostete.

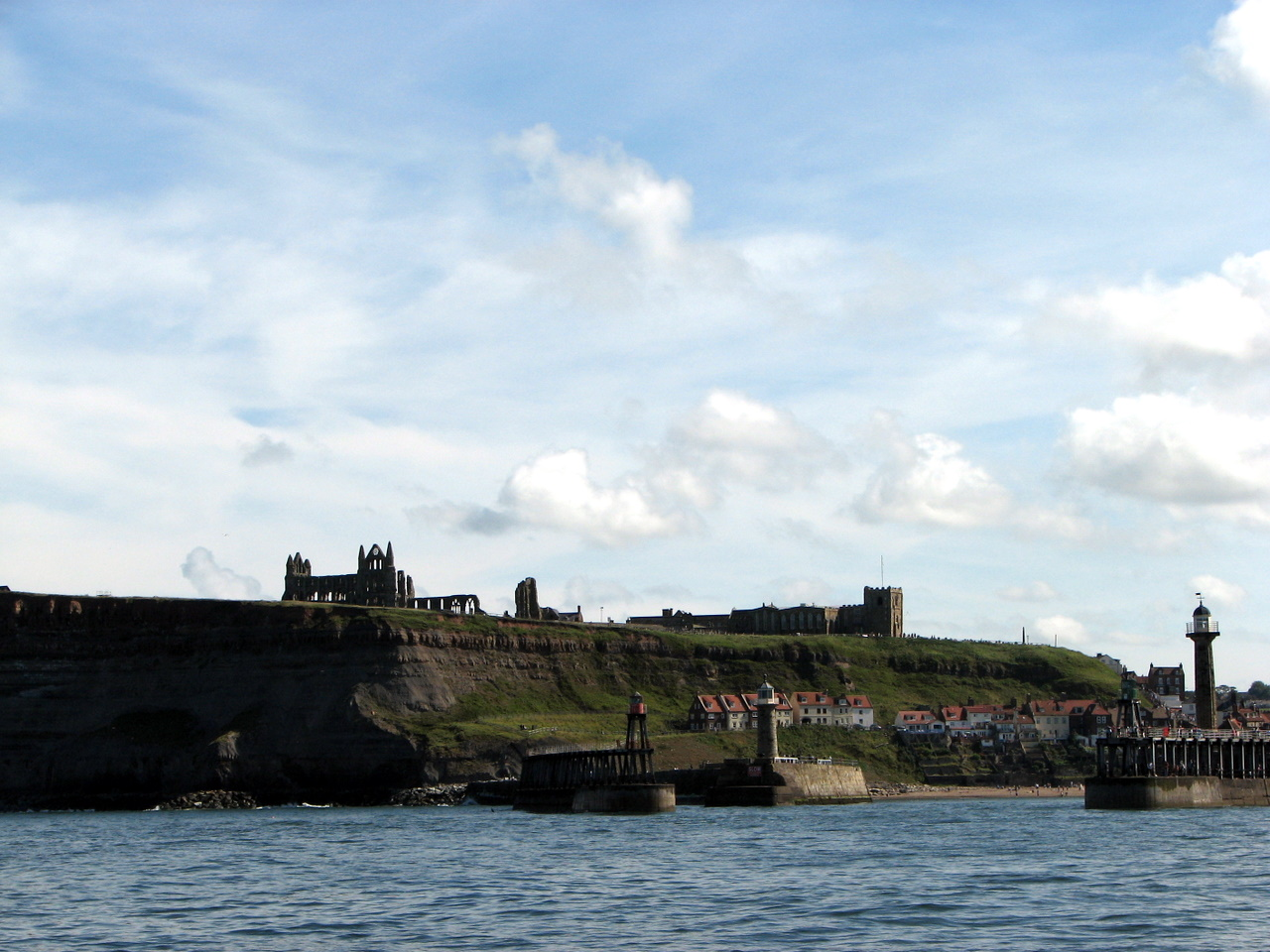
Die scheinbare Idylle der Moors zieht insbesondere wohlhabende Ruheständler als Neubewohner an.

Junge Menschen hingegen ziehen aus den Moors weg, da der Arbeitsmarkt vor Ort schrumpft und die Löhne in den Moors keineswegs mit den gestiegenen Lebenshaltungskosten mithalten können. In einzelnen Orten wie Robin Hood’s Bay an der Nordseeküste waren schon Mitte der 1990er Jahre mehr als die Hälfte aller Häuser Zweitwohnsitze, die dementsprechend oft leer stehen und insbesondere außerhalb der Saison für einen leblosen und verlassenen Eindruck im Ort sorgen. Durch den Zuzug änderte sich auch der soziale Zuschnitt der Bevölkerung: Im 19. Jahrhundert wanderten vor allem Arbeiter für die damals boomende Minen- und Eisenerzindustrie ein. Diese brachten die Kultur der Arbeiterklasse mit, wovon noch heute die starke Methodistische Kirche und eine Vielzahl an Blasorchestern zeugen. Die neuen Einwanderer hingegen sind aus der Bürgerschicht, was auch immer wieder zu Spannungen in den Dörfern führt.
Wichtigste Wirtschaftszweige sind Landwirtschaft (trug Mitte der 1990er Jahre etwa 50 % der Arbeitsplätze bei) und mit stark steigender Tendenz der Tourismus (42,5 %). Die Zahl der Angestellten in der Landwirtschaft ist dabei seit den 1970er Jahren beständig gesunken, ebenso wie der Anteil der Nebenerwerbslandwirte in dieser Zeit stark stieg und Mitte der 1990er Jahre 45 % aller Landwirte ausmachte. Die Zunahme an Arbeitsplätzen in der Tourismusindustrie konnte den Gesamtverlust in Grenzen halten, allerdings sind gerade diese Arbeitsplätze oft schlecht bezahlt und stark saisonabhängig. Die Arbeitslosenquote ist seit langem niedrig und liegt bei etwa 1,5 %; jedoch sind die Arbeitnehmer im Schnitt weit schlechter bezahlt als in anderen Gegenden Großbritanniens. In den südlichen und nördlichen Randgebieten der Moors pendeln Einwohner nach York beziehungsweise ins Teesside-Gebiet. Die zentralen Lagen sind jedoch gerade in den Wintermonaten zu schlecht erreichbar, als dass dies eine attraktive Option wäre.
Größter einzelner Arbeitgeber ist die Cleveland Potash Mine in Boulby, die Mitte der 1990er Jahre etwa 900 Arbeitnehmer beschäftigte. Ein anderer wichtiger Arbeitgeber ist die Fylingdales Ballistic Missile Early Warning Station, bei der etwa 600 Menschen arbeiten, die aber vor allem in Whitby und Pickering jenseits der Parkgrenzen wohnen.

### Städte und Dörfer

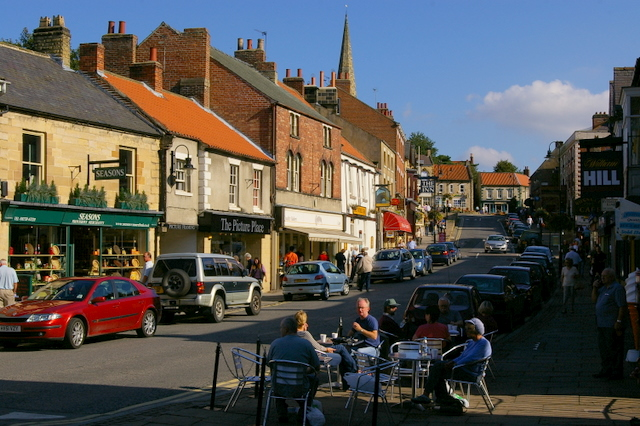
Stadtzentrum von Pickering, eine der Kleinstädte am Südrand der Moors.

Die kleinen Städte bildeten sich an den Rändern des Parks, einzelne Dörfer auch in den Dales. Die größeren Kleinstädte Helmsley, Pickering und Thirsk liegen alle am Südrand der Moors und haben oft gute Verkehrsverbindungen in das Umland. Die Dörfer in den Moors gehen meist auf Gründungen der Angeln, Dänen oder Norweger zurück. Sie liegen zum Teil in einzelnen Tälern; die Häuser bestehen immer noch überwiegend aus lokalen Baumaterialien. Eine vergleichsweise strenge Bauregulierung hat diesen Zustand auch in den letzten Jahrzehnten weitgehend erhalten.
Englandweit den höchsten Bekanntheitsgrad erreichen Fischerdörfer wie Whitby oder Robins Hood’s Bay, die auf schmalen Vorsprüngen direkt am Meer liegen und landseitig von hohen Abhängen überragt werden. Diese entstanden wesentlich später als die Dörfer in den Moors und stammen aus dem Spätmittelalter oder der Frühen Neuzeit. Sandsend, gegründet 1215, ist das älteste Fischerdorf der Moors, Staithes, eine Gründung von 1415 das zweitälteste. Auf den Plateaus gibt es nur wenige Ansiedlungen; die Plateaus wirken so noch einsamer als es die Moors aufgrund der geringen Bevölkerungsdichte schon sind.
Häuser und Höfe verstreuen sich in den Dales, die zudem noch von Trockenmauern und anderen Feldbegrenzungen durchzogen sind. Die Häuser sind größtenteils noch im traditionellen Baustil gehalten und haben sich äußerlich in den letzten Jahrzehnten nur wenig verändert. In den Moors gibt es insgesamt etwa 3000 Gebäude, die unter Denkmalschutz stehen, darunter auch einige Industriedenkmale aus der Zeit des Bergbaus in den Moors. Wie überall im ländlichen England leidet die Infrastruktur der Dörfer in den letzten Jahrzehnten: Läden, Pubs, Tankstellen, Postschalter und Schulen verschwinden ohne adäquaten Ersatz. Mit dem Rückgang der Schafe und der sinkenden Bedeutung der Landwirtschaft sehen Einwohner und Gemeindeverwaltungen zudem Tradition und Charakter der Dörfer bedroht. Die Zahl der Dorfbewohner, die zur Arbeit pendeln und deshalb nur selten im Dorf sind, steigt. Auch der Altersschnitt im Dorf steigt, so dass für viele Aktivitäten junge Menschen fehlen. Zudem nimmt die Menge der Zuzügler im Rentenalter zu, die nur wenig soziale Kontakte ins Dorf haben und oft auch kaum eine Beziehung zu den traditionellen Aktivitäten aufweisen.

### Tourismus

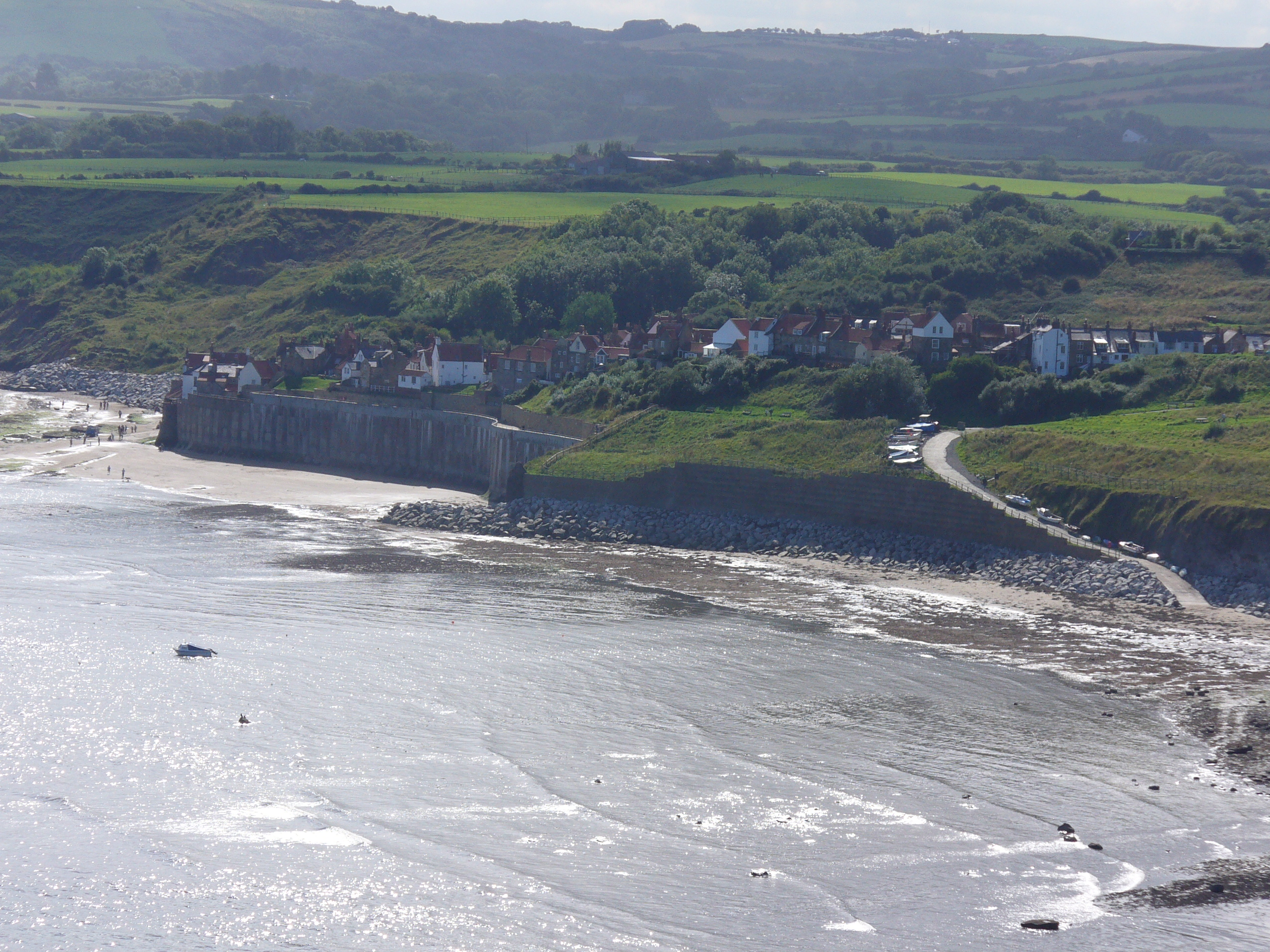
Beliebter Touristenort Robin Hood's Bay gesehen vom Fernwanderweg Cleveland Way.

Die North York Moors dienen etwa seit der Mitte des 19. Jahrhunderts als Erholungsgebiet für die Menschen der benachbarten Städte, die damals in rapidem Tempo wuchsen. Die neu gebaute Eisenbahn ermöglichte ihnen einen Besuch der Gegend, die Hauptattraktionen waren wie heute die natürlich und unberührt wirkende Gegend, die landschaftliche Schönheit, das relativ einsame Leben sowie spektakuläre Ausblicke vom Hochland. Der Lonely Planet beschreibt die Hauptcharakteristik der Gegend als „wild und windgepeitscht“ in „isolierter Pracht“. Er lobt die „leuchtend grünen Täler“ und die „kahlen offenen Moors“. Der Rough Guide beschreibt es als „einsame heidebedeckte flache Hügel, durchzogen von Tälern an steilen Abhängen und Ausblicken, die sich über Meilen dahinziehen“. Ein Bauer fasst es in einer Studie über Entwicklungsoptionen des Parks zusammen: „Offensichtlich sind [die Touristen] hier, um die Natur zu sehen. Es gibt ja nichts anderes, oder?“
Der Nationalpark liegt in der Nähe von einigen Bevölkerungszentren Nordenglands wie Leeds, Sheffield oder York. Zur Jahrtausendwende kamen etwa 8,5 Millionen Besucher in den Park, die dort etwa 165 Millionen Pfund jährlich ausgaben. Je zu etwa einem Drittel waren dies Tagesausflügler, Leute die mehrere Tage im Park verbrachten oder Touristen, die mehrere Tage in Parknähe waren (York, Scarborough, andere Küstenorte) und von dort aus das Hinterland erkundeten. Ein Großteil der Touristen kommt aus den nahe gelegenen Ballungszentren, der Rest vor allem aus dem Süden Englands, etwa 5 % der Parkbesucher kommen aus dem Ausland. Besucher aus der Region beschränken sich dabei meist auf Tagesausflüge, als Urlaubsort sind die Moors vor allem für Südengländer interessant. Die ursprüngliche Hoffnung der Nationalparkbewegung, ein Ausflugsziel für alle Briten zu schaffen, hat sich deutlich nicht erfüllt. Verschiedene Untersuchungen zeigen, dass Urlauber überdurchschnittlich wohlhabend sind, oft älter als 45, überdurchschnittlich gebildet und aus dem Süden Englands kommen. Arbeiter aus nahegelegenen Städten wie Leeds oder Sheffield – oft mit Vorfahren, die selbst noch in den Moors gelebt haben – sind wesentlich seltener vertreten.
Über drei Viertel der Besucher kommen mehrmals in den Park. Sie konzentrieren sich dabei besonders auf einige pittoreske Orte wie Helmsley mit dem Helmsley Castle und Hutton-le-Hole oder auf wenige Touristenattraktionen: Rievaulx Abbey, Rosedale Abbey das Ryedale Folk Museum oder die Bahnhöfe der North Yorkshire Moors Railway. Etwa die Hälfte der Parkbesucher unternimmt Wanderungen von mehr als drei Kilometern Länge. Andere mögliche Beschäftigungen sind Angeln, Radfahren, insbesondere auf Mountainbikes, Drachenfliegen, Reiten, Kanufahren, Segeln und Naturbeobachtung. Wenig überraschend zeigt sich eine klar ausgeprägte Saison: Die Besucherzahlen lagen 2002 beispielsweise zwischen 366.000 im Januar und 1,2 Millionen im August.
Die Moors profitieren von einem Trend, der sich auch in anderen britischen Touristengegenden zeigen lässt: Während der Tourismus in die traditionellen Bade- und Küstenorte tendenziell abnimmt, steigt gleichzeitig die Zahl derer, die das touristische Hinterland und die Natur erkunden. Vergleichsstudien aus den 1990er Jahren zeigen, dass die Hauptattraktionen des Nationalparks in wenigen Jahren 14 % mehr Besucher anziehen konnten, während die in Whitby etwa 4 % mehr verloren haben. Ein Durchschnittsurlaub in den Küstenorten dauerte zu dieser Zeit 2,6 Tage, einer im Hinterland 4,9 Tage.

#### Wandern

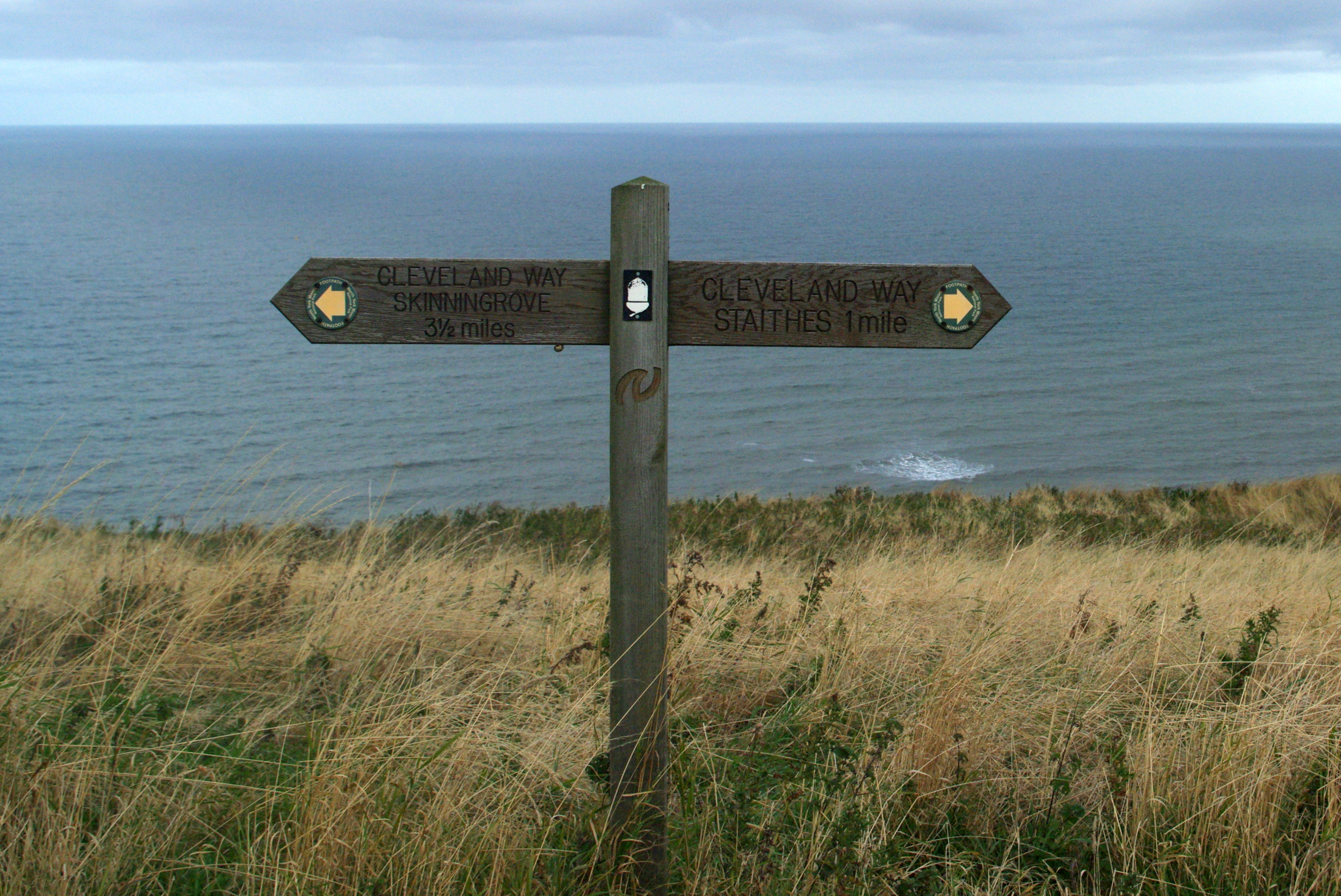
Der Cleveland Way bei Boulby

Der Park verfügt über 2.268 Kilometer öffentliche Wanderwege. Mehrere „National Trails“ verlaufen durch den Park, vor allem der Cleveland Way und der Coast to Coast Walk, einer der beliebtesten Wanderwege des Vereinigten Königreichs. Bedeutend ist auch der unmarkierte, speziell zum kulturellen Erhalt der North York Moors begründete Lyke Wake Walk. Regionale Wanderwege sind der Esk Valley Walk, der Waymark Walk oder der Three Feathers Walk bei Kilburn.
Obwohl Wandern an sich eine schonende Form des Tourismus mit relativ wenig Auswirkungen auf die Umwelt ist, stellen Erosion und Ausweitung der Wege gerade auf beliebten Wegen wie dem Cleveland Way oder dem Coast to Coast Walk mittlerweile ernstzunehmende Probleme dar.

#### Jagdtourismus

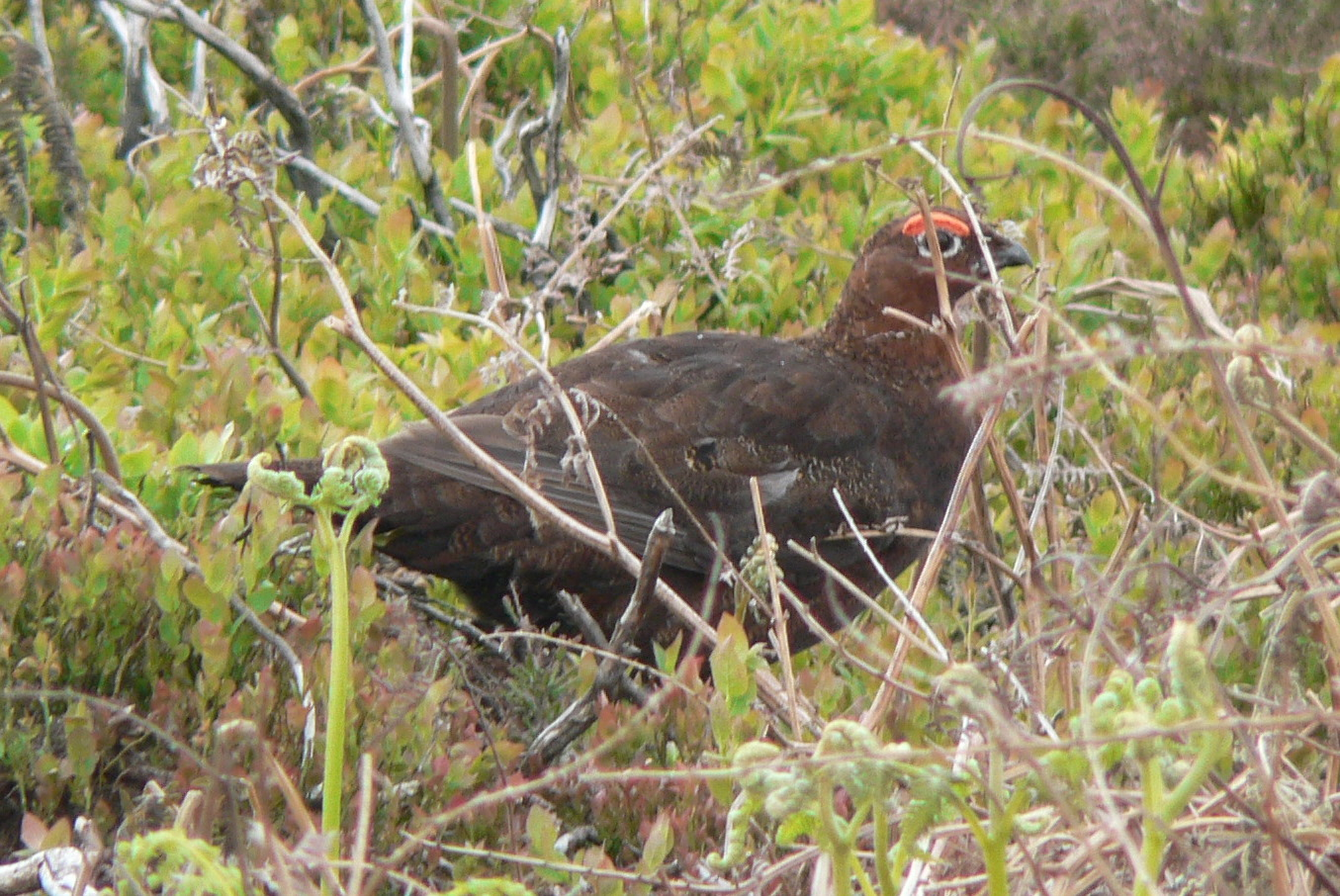
Moorhuhn in den North York Moors.

Eine besondere Bedeutung schon seit Jahrhunderten haben Jäger, die in die Moors kommen. Hier jagen sie Schottische Moorhühner – von den Vögeln, die traditionell gejagt werden, einer der im Flug schnellsten. Die Saison, in der die Jagd erlaubt ist, findet derzeit zwischen dem 12. August (Glorious Twelfth) und dem 10. Dezember statt. Die wirtschaftliche Bedeutung der Moorhühner übersteigt beispielsweise die der Schafe ganz erheblich. Während sonst ein Großteil der Touristen aus England kommt, kommen die Moorhuhnjäger aus der ganzen Welt, zahlen erhebliche Summen für die Jagderlaubnis und sind auch bereit, für sonstige Ausgaben wie Unterkunft und Essen tief in die Tasche zu greifen. Eine Jagdlizenz kostet zu dieser Zeit etwa 500 bis 1.000 Pfund pro Tag und Gewehr, eine durchschnittliche Jagdgruppe bringt dem Pächter so etwa 8.000–10.000 Pfund am Tag ein. Etwa 40 Vollzeitkräfte arbeiten daran, die Moors zu pflegen und für möglichst optimale Bedingungen für die Moorhühner zu sorgen. Ökonomisch bedeutsamer aber sind die Aufträge an Bauern, die Vertragsarbeiten erledigen und damit das Land pflegen, Saisonkräfte, die als Treiber arbeiten oder die vor der Saison das Gelände herrichten, Straßen reparieren, Unterholz klären etc.
Eine untergeordnete Rolle spielt die Fasanenjagd. Diese findet nicht auf der Heide, sondern in den Wäldern statt, das Publikum ist eher regional und national als international. Besonders die Gegend um Helmsley gilt als eine der besten Gegenden für Fasanenjagden im Vereinigten Königreich. Trotz dieser eher nationalen Ausrichtung schafft auch die Fasanenjagd eine hohe zweistellige Zahl an Arbeitsplätzen. Am Derwent spielt zudem der Angeltourismus auf Forellen und Äsche eine Rolle.

#### Durch Kunst und Medien Angelockte

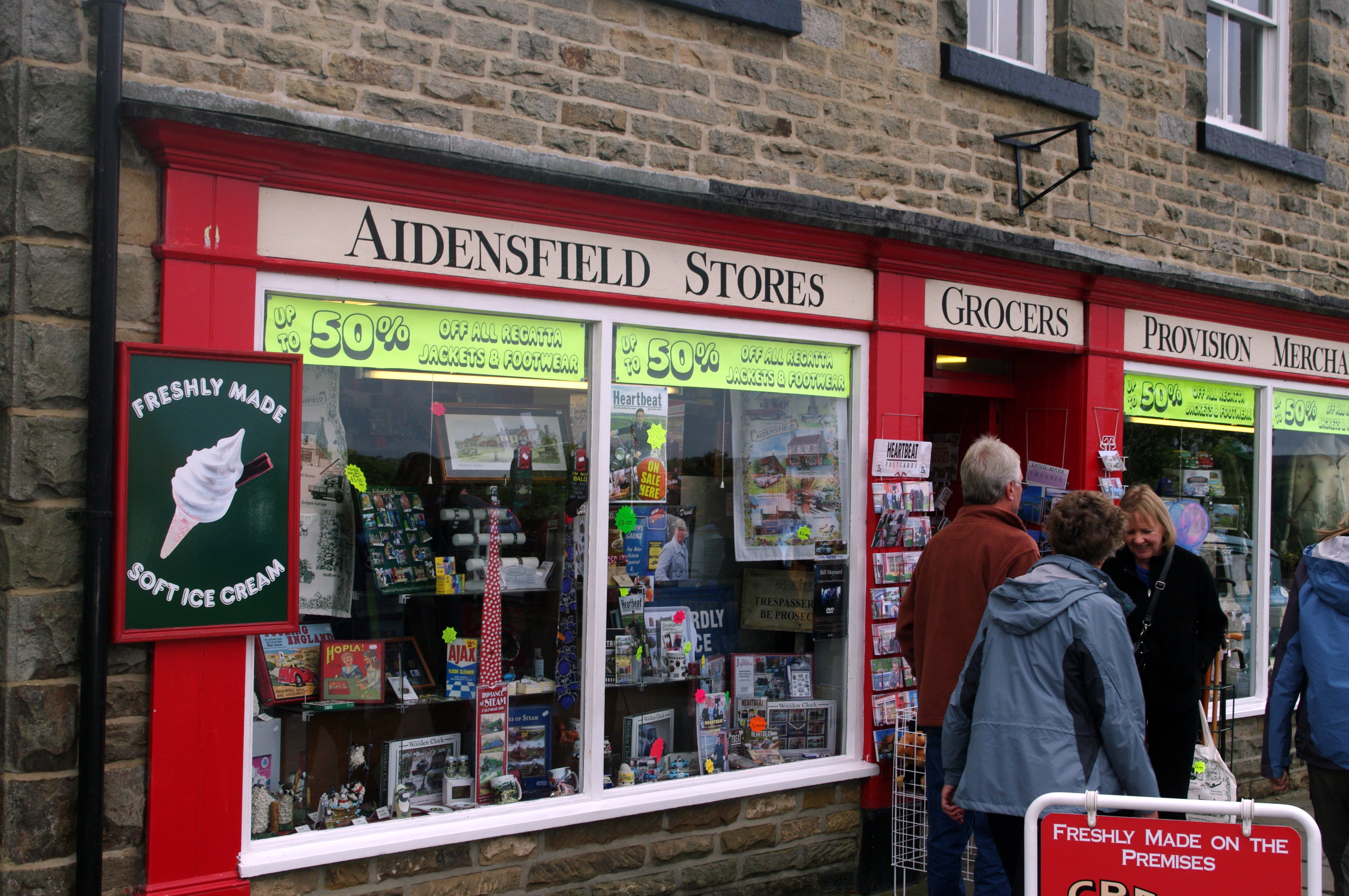
Nach der Fernsehserie Heartbeat benannter „Aidensfield“-Store in Goathland

In Kunst und Medien spielten die Moors oder einzelne Orte des Öfteren eine Rolle. William Wordsworth wählte die Moors als Spielort. Der Tierarzt und Buchautor James Herriot war in Thirsk am Rande der Moors tätig. Der Roman Das Haus der Schwestern von Charlotte Link spielt in den Moors. Die Geschichten der Geschwister Brontë finden zwar generell weiter westlich in den Yorkshire Dales oder im Lake District statt, die dort beschriebene Stimmung von kargen Moorlandschaften, Winterstürmen und Einsamkeit passt aber gut genug auch auf die North York Moors.
Die Fernsehserie Heartbeat, die in einem fiktiven Dorf in Yorkshire angesiedelt ist, wird in Goathland in den Moors gedreht. Die Serie läuft seit 1992 im britischen Fernsehen und war mehrere Jahre unter den Top-5 der meistgesehenen Sendungen. Goathland ist so mittlerweile zum meistbesuchten Ort innerhalb der Moors geworden, die Besucherzahlen stiegen von 300.000 im letzten Jahr vor der Heartbeat-Ausstrahlung auf 1,2 Millionen jährlich. Innerhalb des Ortes wird dies allerdings mit ambivalenten Gefühlen aufgenommen, da die meist aus der Arbeiterklasse stammenden Heartbeat-Touristen Tagesausflügler sind, im Schnitt deutlich weniger Geld im Ort lassen als die im Goathland übernachtenden Wanderer, die Ortsinfrastruktur deutlich mehr belasten und störende Begleiteffekte wie Lärm oder Müll auch deutlich zugenommen haben. Die eher bürgerlichen Wanderer hingegen meiden mittlerweile den Ort, da er ihnen zu laut und zu voll erscheint. Ursprünglich gingen sowohl Fernsehleute als auch Einheimische davon aus, dass nur eine Staffel gedreht würde und dementsprechend wenig machten sie sich Gedanken um langfristige Auswirkungen auf den Ort. Während die Einheimischen den Dreh erst mit Enthusiasmus begleiteten und Hilfe anboten, ging ihre Stimmung nach einigen Jahren in frustrierte Apathie über, seit Ende der 1990er Jahre haben sich auch Bürgerinitiativen gegründet, die gegen den weiteren Dreh und den Ausbau der dementsprechenden Tourismusinfrastruktur vorgehen.

### Landwirtschaft

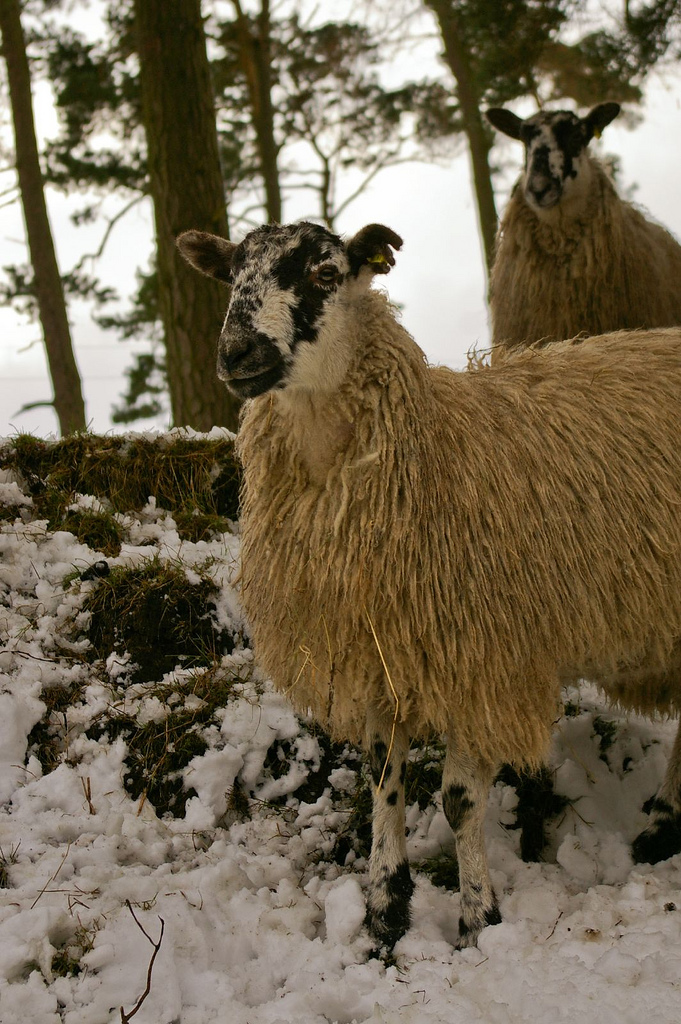
Die Schafzucht ist, obgleich im Rückgang begriffen, prägend für die North York Moors

In den Moors wird 62 % des Ackerlandes von Pächtern bearbeitet, was weit über dem britischen Durchschnitt von 34 % liegt. Große Teile der Region sind im Besitz einiger Großgrundbesitzer. Dazu gehört auch der National Trust, vor allem aber große Landgüter wie Rosedale, Spaunton, Farndale, Bransdale, Hawnby, Rievaulx, Duncombe Park, Ravenswick oder Pockley. Das Goathland Estate gehört zur Duchy of Lancaster und befindet sich damit im Privatbesitz der britischen Königin. In den letzten Jahren zeichneten sich zwei Trends ab: Zum einen verkaufen die Großgrundbesitzer Ackerland, behalten aber Moor- und Waldgebiete. Zum anderen verkaufen Bauern Einzelhöfe an zugezogene Städter, die meist nur das Bauernhaus und etwas Land für Pferde behalten und das übrige Land an andere Bauern weiterverkaufen. Beide Faktoren tragen dazu bei, dass der Teil des Ackerlands, der vom Eigentümer bearbeitet wird, zumindest langsam steigt. Knapp die Hälfte der Moorgebiete ist noch Allmende mit Weiderechten für eine Vielzahl an Bauern.
Die etwa 80.000 Schafe bleiben das ganze Jahr über auf ihren Weiden. Die Schafzucht erfolgt nach dem Heft-System. Die Schafe weiden normalerweise seit vielen Generationen am selben Ort und sind instinktiv mit der Landschaft dort, ihrem Heft, verbunden. Weder reißen sie aus, noch unternehmen sie Wanderungen um andere Orte zu erkunden. Werden sie von Menschen oder ungünstigen Umständen an eine andere Stelle in den Moors verbracht, versuchen sie von alleine wieder zurück zu ihrem Heft zu gelangen.
Während die Gesamtzahl der Schafe seit dem Mittelalter leicht gestiegen ist, hat sich ihre Verteilung geändert. Dominierten im Mittelalter wenige riesige Schafherden die Landschaft, sind diese jetzt zahlreicheren aber kleineren Schafherden gewichen. In den ganzen Moors gibt es nur zwei oder drei Herden mit über tausend Tieren. In den letzten Jahren ist zudem auch die Zahl an Schafherden und Schafen gesamt deutlich im Sinken begriffen. Ein Trend, der aufgrund steigender Lohnkosten bei gleichzeitig sinkenden Wollpreisen schon länger festzustellen ist, und durch den Ausbruch der Maul- und Klauenseuche 2001 starken Schub erhielt. Eine Umfrage der Nationalparkverwaltung ergab, dass in den Jahren zwischen 1998 und 2005 die Zahl der Schafherden von 125 auf 101 gesunken war. Befragt nach ihren Zukunftsplänen antwortete ein Drittel der Bauern, dass sie in den nächsten fünf Jahren die Weidewirtschaft in den Moors einstellen wolle, insgesamt drei Viertel der Bauern haben dies in den nächsten zehn Jahren vor.
Die ungünstige Situation für die Schafzüchter verstärkt sich durch den Verlust anderer Herden: Fehlen benachbarte Schafherden, nutzen die übrigen Tiere den Raum zum Weiden und dehnen ihr Gebiet aus. Die Pflege der Herden wird aufwändiger und teurer. Die Benutzung von Zäunen stößt auf vehementen Protest des Nationalparkamtes ebenso wie der Moorhuhnpfleger, deshalb förderte das Nationalparkamt in den letzten Jahren den Einsatz von Viehgittern, um die Herden zu sichern. Ebenso scheint Unternutzung der Allmende eher ein Problem darzustellen als die oft befürchtete Übernutzung. Generell ist nicht davon auszugehen, dass das Landschaftsmanagement unter den sich verringernden Schafherden leidet. Dafür sind die Erträge aus der Moorhuhnjagd zu groß und der Anreiz, die Heidelandschaften zu erhalten, erheblich. Sinkende Schafzahlen bedrohen aber durchaus die Heide in einigen unzugänglichen Regionen, Steilhängen, oder auch dem Westerdale, wo sich heute schon beginnende Birkenwälder zeigen.

### Verkehr

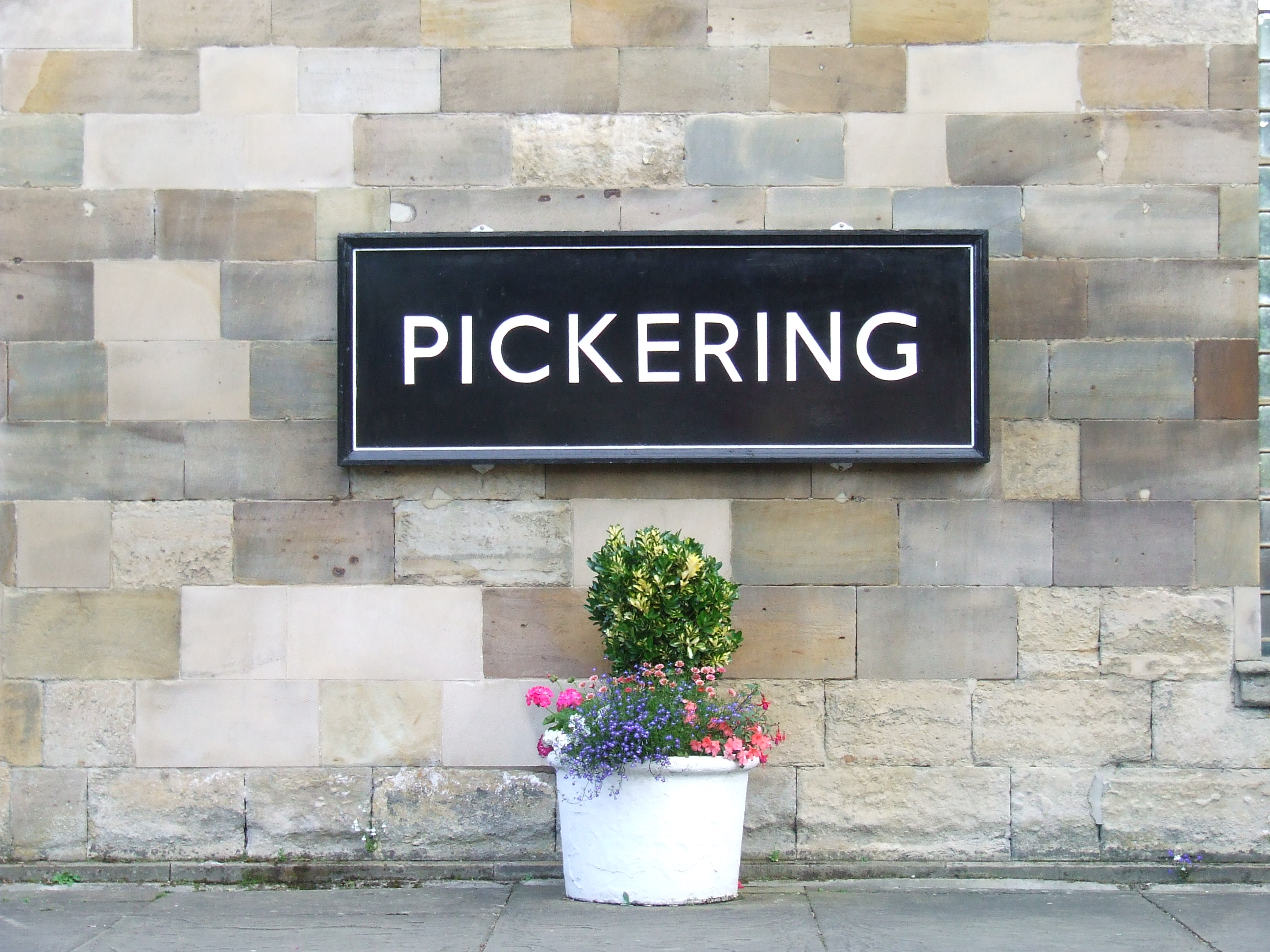
Bahnhofsschild Pickering, Endpunkt der North Yorkshire Moors Railway

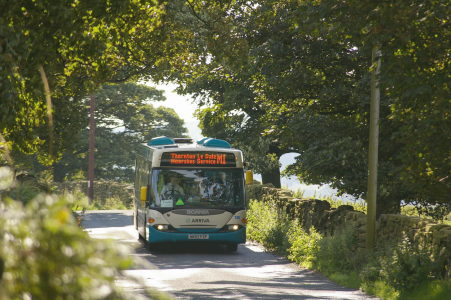
Der Moorsbus soll die Region vom PKW-Verkehr entlasten und Zugang für alle gewähren.

War der Park in den 1950er und 1960er Jahren noch gut ans öffentliche Verkehrsnetz angebunden, hat sich dies seitdem geändert. Die Moors sind vor allem für den Individualverkehr mit dem Auto erschlossen. So hat während der Woche über die Hälfte der Dörfer im Nationalpark keinerlei Anschluss an öffentliche Verkehrsmittel, sonntags sind es über drei Viertel. Der zunehmende Tourismus mit dem Auto belastet die Straßen und Wege der North York Moors. Über 90 % der Besuchertage werden von Touristen absolviert, die im eigenen Auto anreisen und entsprechende Infrastruktur benötigen. Schätzungen gehen davon aus, dass der Autoverkehr sich in den nächsten 20 bis 30 Jahren vervierfachen kann. Die Einwohner betrachten den Verkehr mittlerweile als größte Gefährdung ihrer Lebensqualität. Teilweise gefährdet er auch direkt das Einkommen: Allein 1996 starben auf der Straße von Castleton nach Hutton-le-Hole 185 Schafe im Verkehr.
Es lässt sich nachweisen, dass die mangelhafte Erreichbarkeit mit öffentlichen Verkehrsmitteln das Besucherprofil hin zu wohlhabenden älteren Menschen verändert hat. Einen Versuch, sowohl das Umweltproblem zu mindern, als auch den Parkbesuch weniger exklusiv werden zu lassen, stellt seit 1998 der Moorsbus dar. Er fährt seit 1998 jeden Sonntag im Sommerhalbjahr, seit einigen Jahren in der Hochsaison zwischen Ende Juli und Anfang September auch täglich, und soll vor allem Touristen und Tagesausflüglern das Moor erschließen. Während er in den Städten und Dörfern die normalen Bushaltestellen besucht, hält er in den Moors auf seiner Route an jeder gewünschten Stelle an und lässt Fahrgäste ein- oder aussteigen. Die Nationalparkverwaltung geht davon aus, dass der Moorsbus bis 2004 bereits 100.000 Meilen an PKW-Verkehr im Park vermieden hat. Ebenso lässt sich zeigen, dass der Moorsbus in der Lage ist, andere Besuche als wohlhabende Ältere in den Park zu bringen und damit die Mission des Parks, für alle Bevölkerungsgruppen da zu sein, erfüllen kann. Der Anteil an jungen Familien, Studenten, Arbeitern und anderen, die den Moorsbus benutzen, liegt deutlich über dem bei den sonstigen Parkbesuchern.
Aus der Zeit der Industrialisierung und des Bergbaus sind noch verschiedene Relikte ehemaliger Bahnstrecken vorhanden, darunter der älteste Eisenbahntunnel der Welt. War Whitby ursprünglich Knotenpunkt der Bahnlinien in den Moors mit vier verschiedenen Linien, änderte sich dies mit dem Beeching-Report. Dieser forderte die Einstellung aller vier Linien. Öffentlicher Protest führte nicht etwa zum Erhalt der wichtigsten und meistbefahrenen Linie nach Pickering (und dann weiter nach York), sondern konnte die Linie durch das Esk Valley retten – dort machen einige enge Serpentinenstraßen mit hohen Steigungen den Ersatz der Bahn durch Schulbusse besonders schwierig. Die Linie nach Pickering quer durch die Moors wurde nach wenigen Jahren zur Museumsbahn und hat heute in den Sommermonaten einen deutlich dichteren Zeitplan mit erheblich mehr Reisenden als die Strecke von National Rail.
Im Jahr 2009 gibt es noch zwei Linien, die beide nicht auf Berufs- oder Geschäftsverkehr eingerichtet sind: Im Norden des Parks läuft die Esk Valley Line zwischen Middlesbrough und Whitby. Sie ist in ihren Fahrplan mit vier Zügen täglich vor allem auf die Bedürfnisse von Schülern abgestellt. Die zweite Linie in den Moors ist die Museumsbahn der North Yorkshire Moors Railway, die in den Sommermonaten im stündlichen Takt zwischen Pickering und Grosmont verkehrt. Seit einigen Jahren gibt es wieder gelegentliche Verbindung der North Yorkshire Moors Railway über Grosmont hinaus nach Whitby, seit kurzer Zeit betreibt die Museumsbahn auch den regulären Fahrkartenverkauf in Whitby.